# Campeonato Descentralizado 2016
El Campeonato Descentralizado  2016, por razones de patrocinio como Copa Movistar 2016, fue la edición número 100 de la Primera División del Perú, la quincuagésima primera desde que se descentraliza en 1966, la quincuagésima primera bajo la denominación de Campeonato Descentralizado y la sexta bajo el patrocinio de Movistar.
El campeonato constituyó una competencia de carácter oficial a nivel nacional, y participaron los dieciséis clubes que integran la máxima categoría. La organización, control y desarrollo del torneo estuvo a cargo de la Asociación Deportiva de Fútbol Profesional (ADFP), bajo supervisión de la Federación Peruana de Fútbol (FPF). Se otorgaron cuatro cupos para la Copa Libertadores 2017 y cuatro para la Copa Sudamericana 2017.
Respecto al torneo anterior, son dos los nuevos equipos: Comerciantes Unidos y Defensor La Bocana, en reemplazo de los equipos descendidos: Club Cienciano, Sport Loreto y León de Huánuco, correspondientes al Campeonato Descentralizado 2015.

## Sistema de competición
Hubo una tabla de posiciones acumulada para todo el año. El torneo se dividió en 4 etapas: Apertura, Clausura, Liguillas y Play Offs.
A) Apertura: Los 16 equipos compitieron con el sistema todos contra todos en una ronda de 15 fechas (partidos de ida). El ganador clasificó a la Copa Sudamericana 2017, salvo que descienda de categoría a final de año.
B) Clausura: Los 16 equipos compitieron con el sistema todos contra todos en otra ronda de 15 fechas (partidos de vuelta). Todos los equipos comenzaron con el puntaje que terminaron en la etapa Apertura. El ganador clasificó a la Copa Sudamericana 2017, salvo que descienda de categoría a final de año.
C) Liguillas: Tras el final del Clausura, se formaron los grupos A y B. El primero del acumulado va al A y el segundo al B, el puesto 16 al A y el 15 al B, así consecutivamente. Todos los equipos comenzaron con el puntaje que terminaron el Clausura. En cada grupo jugaron todos contra todos en dos ruedas (ida y vuelta) en 14 fechas.
D) Play-offs (Semifinal y Final): Transcurridas las 44 fechas (Apertura, Clausura y Liguillas) se jugaron semifinales de ida y vuelta en las que el primero de la tabla acumulada se enfrentó al cuarto y el segundo al tercero. Los ganadores de cada llave jugaron la final por el "Título Nacional". La final se disputó en partidos de ida y vuelta en la que rigió la regla del gol de visitante.

### Consideraciones
Si el ganador del Apertura y Clausura es el mismo equipo, el que clasifica a la Copa Sudamericana 2017 será el segundo de la tabla acumulada de ese momento. Además, si alguno que clasifique previamente a la Sudamericana clasifica a la Copa Libertadores 2017, ha de ceder su puesto a la Sudamericana al mejor ubicado en la tabla acumulada.
El total de la bolsa de minutos será de 2700 minutos: 2200 serán con categoría 96 o menor, mientras que 500 serán con categoría 97 o menor. El Torneo de Reserva se jugará solo en el Apertura y Clausura: los dos puntos que dan al ganador y uno al segundo fueron bonificados al equipo de mayores después de formarse las Liguillas.

## Ascensos y descensos
Hubo 3 Descensos en la Temporada 2015 y 2 Ascensos (1 Campeón de Copa Perú y 1 Campeón de Segunda División) en esta Temporada.
Por lo que se Disminuyen de 17 a 16 equipos para este 2016.
| Posición            | Ascendidos de la Copa Perú y Segunda División 2015   |
| ------------------- | ---------------------------------------------------- |
| 1. 1º Final CP 2015 | Defensor La Bocana (Copa Perú 2015 Final) Asciende   |
| 2. 1º 2D 2015       | Comerciantes Unidos (Segunda División 2015) Asciende |

| Posición    | Descendidos a la Segunda División 2016                                                                                  |
| ----------- | --- |
| 15° 1D 2015 | Cienciano (Segunda División 2016) (D)                                                                                   |
| 16° 1D 2015 | Sport Loreto (Segunda División 2016) (D)                                                                                |
| 17° 1D 2015 | León de Huánuco (Iba ir a Segunda División 2016 pero ha quedado deportivamente inactivo por una demanda por el TAS) (D) |

## Equipos participantes

### Localización
Perú está dividido en 25 Departamentos, 10 están representados en el campeonato con por lo menos un equipo. El Departamento de Lima cuenta con la mayor cantidad de representantes (5 equipos), seguido por los departamentos de Cajamarca y Piura (2 equipos).
| Lima        | 5 | Alianza Lima, Deportivo Municipal, Sporting Cristal, Universitario y Universidad San Martin | Alianza Lima Deportivo Municipal Sporting Cristal Universidad San Martín Universitario UTC Comerciantes Unidos FBC Melgar Ayacucho FCReal Garcilaso Sport Huancayo Alianza Atlético Juan Aurich Unión Comercio César Vallejo La Bocana Localización de los equipos de la Primera División 2016 |
| Cajamarca   | 2 | UTC y Comerciantes Unidos                                                                   | Alianza Lima Deportivo Municipal Sporting Cristal Universidad San Martín Universitario UTC Comerciantes Unidos FBC Melgar Ayacucho FCReal Garcilaso Sport Huancayo Alianza Atlético Juan Aurich Unión Comercio César Vallejo La Bocana Localización de los equipos de la Primera División 2016 |
| Piura       | 2 | Alianza Atlético y La Bocana                                                                | Alianza Lima Deportivo Municipal Sporting Cristal Universidad San Martín Universitario UTC Comerciantes Unidos FBC Melgar Ayacucho FCReal Garcilaso Sport Huancayo Alianza Atlético Juan Aurich Unión Comercio César Vallejo La Bocana Localización de los equipos de la Primera División 2016 |
| Arequipa    | 1 | FBC Melgar                                                                                  | Alianza Lima Deportivo Municipal Sporting Cristal Universidad San Martín Universitario UTC Comerciantes Unidos FBC Melgar Ayacucho FCReal Garcilaso Sport Huancayo Alianza Atlético Juan Aurich Unión Comercio César Vallejo La Bocana Localización de los equipos de la Primera División 2016 |
| Ayacucho    | 1 | Ayacucho FC                                                                                 | Alianza Lima Deportivo Municipal Sporting Cristal Universidad San Martín Universitario UTC Comerciantes Unidos FBC Melgar Ayacucho FCReal Garcilaso Sport Huancayo Alianza Atlético Juan Aurich Unión Comercio César Vallejo La Bocana Localización de los equipos de la Primera División 2016 |
| Cusco       | 1 | Real Garcilaso                                                                              | Alianza Lima Deportivo Municipal Sporting Cristal Universidad San Martín Universitario UTC Comerciantes Unidos FBC Melgar Ayacucho FCReal Garcilaso Sport Huancayo Alianza Atlético Juan Aurich Unión Comercio César Vallejo La Bocana Localización de los equipos de la Primera División 2016 |
| Junín       | 1 | Sport Huancayo                                                                              | Alianza Lima Deportivo Municipal Sporting Cristal Universidad San Martín Universitario UTC Comerciantes Unidos FBC Melgar Ayacucho FCReal Garcilaso Sport Huancayo Alianza Atlético Juan Aurich Unión Comercio César Vallejo La Bocana Localización de los equipos de la Primera División 2016 |
| La Libertad | 1 | César Vallejo                                                                               | Alianza Lima Deportivo Municipal Sporting Cristal Universidad San Martín Universitario UTC Comerciantes Unidos FBC Melgar Ayacucho FCReal Garcilaso Sport Huancayo Alianza Atlético Juan Aurich Unión Comercio César Vallejo La Bocana Localización de los equipos de la Primera División 2016 |
| Lambayeque  | 1 | Juan Aurich                                                                                 | Alianza Lima Deportivo Municipal Sporting Cristal Universidad San Martín Universitario UTC Comerciantes Unidos FBC Melgar Ayacucho FCReal Garcilaso Sport Huancayo Alianza Atlético Juan Aurich Unión Comercio César Vallejo La Bocana Localización de los equipos de la Primera División 2016 |
| San Martín  | 1 | Unión Comercio                                                                              | Alianza Lima Deportivo Municipal Sporting Cristal Universidad San Martín Universitario UTC Comerciantes Unidos FBC Melgar Ayacucho FCReal Garcilaso Sport Huancayo Alianza Atlético Juan Aurich Unión Comercio César Vallejo La Bocana Localización de los equipos de la Primera División 2016 |

### Información de los equipos
| Equipo                    | Ciudad    | Entrenador         | Estadio                | Aforo  | Proveedor | Patrocinador principal (en la equipación) |
| ------------------------- | --------- | ------------------ | ---------------------- | ------ | --------- | ----------------------------------------- |
| Alianza Atlético          | Sullana   | Gustavo Roverano   | Melanio Coloma         | 4.000  | Walon     | Caja Sullana                              |
| Alianza Lima              | Lima      | Juan Jayo (i)      | Alejandro Villanueva   | 35 000 | Nike      | Cerveza Cristal                           |
| Ayacucho FC               | Ayacucho  | Carlos Leeb        | Ciudad de Cumaná       | 15 000 | Real      | New Athletic                              |
| Comerciantes Unidos       | Cutervo   | Mario Viera        | Juan Maldonado Gamarra | 8 000  | Convert   | Bandera de ?                              |
| Defensor La Bocana        | Sechura   | Miguel Miranda     | Municipal de Bernal    | 5 000  | Real      | Kia Motors                                |
| Deportivo Municipal       | Lima      | Marcelo Grioni     | Iván Elías Moreno      | 10 000 | Marathon  | Amalie Motor Oil                          |
| FBC Melgar                | Arequipa  | Juan Reynoso       | Monumental de la UNSA  | 60 370 | Walon     | Caja Arequipa                             |
| Juan Aurich               | Chiclayo  | Víctor Rivera      | Elías Aguirre          | 23 500 | Joma      | Cerveza Cristal                           |
| Real Garcilaso            | Cusco     | Wilmar Valencia    | Garcilaso de la Vega   | 42 000 | Walon     | Bandera de ?                              |
| Sport Huancayo            | Huancayo  | Diego Umaña        | Huancayo               | 20 000 | Manchete  | Caja Huancayo                             |
| Sporting Cristal          | Lima      | Mariano Soso       | Alberto Gallardo       | 15 000 | Adidas    | Cerveza Cristal                           |
| Unión Comercio            | Rioja     | Walter Aristizábal | IPD de Moyobamba       | 7 500  | Real      | New Athletic                              |
| Universidad César Vallejo | Trujillo  | Ángel Comizzo      | Mansiche               | 27 000 | Joma      | UCV                                       |
| Universidad San Martín    | Callao    | José del Solar     | Miguel Grau            | 17 000 | Umbro     | Bandera de ?                              |
| UTC                       | Cajamarca | Franco Navarro     | Héroes de San Ramón    | 13 000 | Triathlon | UAP                                       |
| Universitario             | Lima      | Roberto Chale      | Monumental             | 80 093 | Umbro     | Umbro                                     |

## Torneo Apertura
|     | Equipo                    | PJ | G  | E | P  | GF | GC | Dif | Pts | Notas                  |
| --- | ------------------------- | -- | -- | - | -- | -- | -- | --- | --- | ---------------------- |
| 1.  | Universitario             | 15 | 11 | 2 | 2  | 31 | 12 | +19 | 35  | Copa Sudamericana 2017 |
| 2.  | Sporting Cristal          | 15 | 7  | 5 | 3  | 21 | 11 | +10 | 26  |                        |
| 3.  | Alianza Lima              | 15 | 8  | 2 | 5  | 24 | 18 | +6  | 26  |                        |
| 4.  | Deportivo Municipal       | 15 | 7  | 4 | 4  | 19 | 18 | +1  | 25  |                        |
| 5.  | FBC Melgar                | 15 | 7  | 3 | 5  | 24 | 18 | +6  | 24  |                        |
| 6.  | Alianza Atlético          | 15 | 7  | 2 | 6  | 24 | 21 | +3  | 23  |                        |
| 7.  | Juan Aurich               | 15 | 5  | 7 | 3  | 20 | 20 | 0   | 22  |                        |
| 8.  | Real Garcilaso            | 15 | 5  | 5 | 5  | 22 | 22 | 0   | 20  |                        |
| 9.  | Sport Huancayo            | 15 | 4  | 7 | 4  | 14 | 12 | +2  | 19  |                        |
| 10. | Unión Comercio            | 15 | 5  | 4 | 6  | 18 | 23 | −5  | 19  |                        |
| 11. | Comerciantes Unidos       | 15 | 5  | 3 | 7  | 18 | 18 | 0   | 18  |                        |
| 12. | UTC                       | 15 | 4  | 6 | 5  | 21 | 23 | -2  | 18  |                        |
| 13. | Defensor La Bocana        | 15 | 4  | 4 | 7  | 30 | 31 | −1  | 16  |                        |
| 14. | Ayacucho FC               | 15 | 4  | 4 | 7  | 13 | 26 | −13 | 16  |                        |
| 15. | Universidad San Martín    | 15 | 4  | 2 | 9  | 15 | 26 | −11 | 14  |                        |
| 16. | Universidad César Vallejo | 15 | 1  | 4 | 10 | 14 | 29 | −15 | 7   |                        |

|                                       |
| Campeón Torneo Apertura Universitario |

|  | Ganador clasificaría a la Copa Sudamericana.[ Véase Consideraciones ] |

### Evolución de las posiciones
| Equipo / Jornada    | 1  | 2  | 3  | 4  | 5  | 6  | 7  | 8  | 9  | 10 | 11 | 12 | 13 | 14 | 15 |
| Equipo / Jornada    |    |    |    |    |    |    |    |    |    |    |    |    |    |    |    |
| ------------------- | -- | -- | -- | -- | -- | -- | -- | -- | -- | -- | -- | -- | -- | -- | -- |
| Universitario       | 1  | 2  | 2  | 4  | 5  | 3  | 2  | 3  | 1  | 1  | 1  | 1  | 1  | 1  | 1  |
| Sporting Cristal    | 10 | 4  | 6  | 6  | 3  | 1  | 1  | 1  | 2  | 2  | 3  | 2  | 2  | 2  | 2  |
| Alianza Lima        | 3  | 1  | 1  | 1  | 1  | 5  | 5  | 4  | 4  | 6  | 4  | 3  | 5  | 3  | 3  |
| Deportivo Municipal | 6  | 7  | 7  | 8  | 6  | 7  | 9  | 7  | 7  | 5  | 2  | 5  | 3  | 5  | 4  |
| FBC Melgar          | 2  | 6  | 4  | 5  | 7  | 9  | 7  | 12 | 11 | 15 | 10 | 11 | 10 | 6  | 5  |
| Alianza Atlético    | 11 | 5  | 5  | 3  | 4  | 2  | 3  | 2  | 3  | 3  | 5  | 4  | 4  | 4  | 6  |
| Juan Aurich         | 4  | 3  | 3  | 2  | 2  | 4  | 4  | 5  | 6  | 8  | 8  | 6  | 6  | 7  | 7  |
| Real Garcilaso      | 13 | 16 | 8  | 9  | 12 | 10 | 8  | 6  | 8  | 5  | 6  | 8  | 8  | 10 | 8  |
| Sport Huancayo      | 9  | 10 | 12 | 11 | 8  | 6  | 6  | 8  | 5  | 7  | 7  | 9  | 12 | 11 | 9  |
| Unión Comercio      | 5  | 9  | 10 | 10 | 10 | 8  | 10 | 11 | 15 | 13 | 15 | 10 | 9  | 8  | 10 |
| Comerciantes Unidos | 7  | 12 | 11 | 7  | 9  | 11 | 13 | 9  | 13 | 10 | 11 | 12 | 11 | 13 | 11 |
| UTC                 | 15 | 14 | 13 | 14 | 15 | 16 | 15 | 14 | 14 | 9  | 9  | 7  | 7  | 9  | 12 |
| Defensor La Bocana  | 12 | 13 | 15 | 15 | 16 | 14 | 12 | 15 | 12 | 12 | 14 | 15 | 14 | 15 | 13 |
| Ayacucho FC         | 16 | 15 | 16 | 16 | 11 | 12 | 11 | 13 | 9  | 11 | 12 | 13 | 13 | 12 | 14 |
| U. San Martín       | 14 | 8  | 9  | 12 | 14 | 15 | 14 | 10 | 10 | 14 | 13 | 14 | 15 | 14 | 15 |
| U. César Vallejo    | 8  | 11 | 14 | 13 | 13 | 13 | 16 | 16 | 16 | 16 | 16 | 16 | 16 | 16 | 16 |

### Primera vuelta
| Univ. Técnica de Cajamarca | 1 - 3 | F. B. C. Melgar           | Héroes de San Ramón  | 5 de febrero | 15:30 |  |
| Universidad de San Martín  | 0 - 1 | Deportivo Municipal       | Miguel Grau          | 5 de febrero | 20:00 |  |
| Sporting Cristal           | 0 - 0 | Sport Huancayo            | Alberto Gallardo     | 6 de febrero | 15:00 |  |
| Juan Aurich                | 2 - 1 | Defensor La Bocana        | Elías Aguirre        | 6 de febrero | 17:45 |  |
| Universidad César Vallejo  | 1 - 1 | Comerciantes Unidos       | Mansiche             | 6 de febrero | 20:00 |  |
| Unión Comercio             | 2 - 1 | Real Garcilaso            | Regional IPD         | 7 de febrero | 11:00 |  |
| Ayacucho F. C.             | 2 - 5 | Universitario de Deportes | Ciudad de Cumaná     | 7 de febrero | 13:30 |  |
| Alianza Lima               | 2 - 1 | Alianza Atlético          | Alejandro Villanueva | 7 de febrero | 16:00 |  |

| Sport Huancayo            | 2 - 2 | Univ. Técnica de Cajamarca | Huancayo               | 9 de febrero  | 13:15 |   |
| Defensor La Bocana        | 1 - 1 | Ayacucho F. C.             | Municipal de Bernal    | 9 de febrero  | 15:30 |   |
| F. B. C. Melgar           | 1 - 2 | Sporting Cristal           | Monumental UNSA        | 9 de febrero  | 20:00 |   |
| Alianza Atlético          | 4 - 1 | Unión Comercio             | Melanio Coloma         | 10 de febrero | 13:15 |   |
| Comerciantes Unidos       | 1 - 2 | Universidad de San Martín  | Juan Maldonado Gamarra | 10 de febrero | 15:30 | - |
| Deportivo Municipal       | 1 - 2 | Alianza Lima               | Iván Elías Moreno      | 10 de febrero | 15:30 |   |
| Universitario de Deportes | 2 - 2 | Juan Aurich                | Nacional               | 11 de febrero | 20:00 |   |
| Real Garcilaso            | 5 - 2 | Universidad César Vallejo  | Garcilaso de la Vega   | 6 de abril    | 15:30 |   |

| Ayacucho F. C.             | 0 - 3 | F. B. C. Melgar     | Ciudad de Cumaná    | 13 de febrero | 12:30 |  |
| Sporting Cristal           | 1 - 1 | Comerciantes Unidos | Alberto Gallardo    | 13 de febrero | 15:00 |  |
| Universidad César Vallejo  | 1 - 2 | Alianza Atlético    | Mansiche            | 13 de febrero | 20:00 |  |
| Unión Comercio             | 0 - 3 | Alianza Lima        | Regional IPD        | 14 de febrero | 13:30 |  |
| Universitario de Deportes  | 3 - 0 | Defensor La Bocana  | Nacional            | 14 de febrero | 16:00 |  |
| Universidad de San Martín  | 1 - 3 | Real Garcilaso      | Miguel Grau         | 14 de febrero | 18:15 |  |
| Juan Aurich                | 1 - 0 | Sport Huancayo      | Elías Aguirre       | 14 de febrero | 20:30 |  |
| Univ. Técnica de Cajamarca | 2 - 2 | Deportivo Municipal | Héroes de San Ramón | 15 de febrero | 15:30 |  |

| Sport Huancayo      | 0 - 0 | Universitario de Deportes  | Huancayo               | 20 de febrero | 12:30 |   |
| Deportivo Municipal | 0 - 0 | Ayacucho F. C.             | Iván Elías Moreno      | 20 de febrero | 15:00 |   |
| Comerciantes Unidos | 1 - 0 | Univ. Técnica de Cajamarca | Juan Maldonado Gamarra | 20 de febrero | 15:30 | - |
| Defensor La Bocana  | 3 - 3 | Unión Comercio             | Municipal de Bernal    | 20 de febrero | 15:30 | - |
| F. B. C. Melgar     | 2 - 3 | Juan Aurich                | Monumental UNSA        | 20 de febrero | 20:00 |   |
| Alianza Atlético    | 3 - 0 | Universidad de San Martín  | Melanio Coloma         | 21 de febrero | 11:15 |   |
| Real Garcilaso      | 1 - 1 | Sporting Cristal           | Garcilaso de la Vega   | 21 de febrero | 13:30 |   |
| Alianza Lima        | 1 - 1 | Universidad César Vallejo  | Nacional               | 21 de febrero | 16:00 |   |

| Ayacucho F. C.             | 1 - 0 | Comerciantes Unidos | Ciudad de Cumaná    | 23 de febrero | 13:15 |                     |
| Defensor La Bocana         | 1 - 2 | Sport Huancayo      | Municipal de Bernal | 23 de febrero | 15:30 |                     |
| Juan Aurich                | 2 - 3 | Deportivo Municipal | Elías Aguirre       | 23 de febrero | 20:00 |                     |
| Sporting Cristal           | 3 - 0 | Alianza Atlético    | Alberto Gallardo    | 24 de febrero | 13:15 |                     |
| Universidad César Vallejo  | 0 - 0 | Unión Comercio      | Mansiche            | 25 de febrero | 20:00 |                     |
| Univ. Técnica de Cajamarca | 1 - 1 | Real Garcilaso      | Héroes de San Ramón | 13 de abril   | 15:30 |                     |
| Universidad de San Martín  | 1 - 2 | Alianza Lima        | Nacional            | 4 de mayo     | 20:00 | Archivo:Golperu.png |
| Universitario de Deportes  | 1 - 3 | F. B. C. Melgar     | Nacional            | 5 de mayo     | 20:00 | Archivo:Golperu.png |

| Real Garcilaso      | 2 - 0 | Ayacucho F. C.             | Garcilaso de la Vega   | 27 de febrero | 12:30 |   |
| F. B. C. Melgar     | 2 - 2 | Defensor La Bocana         | Monumental UNSA        | 27 de febrero | 15:00 |   |
| Comerciantes Unidos | 1 - 1 | Juan Aurich                | Juan Maldonado Gamarra | 27 de febrero | 15:30 | - |
| Alianza Lima        | 2 - 4 | Sporting Cristal           | Alejandro Villanueva   | 27 de febrero | 20:00 |   |
| Unión Comercio      | 1 - 0 | Universidad de San Martín  | Regional IPD           | 28 de febrero | 11:15 |   |
| Sport Huancayo      | 2 - 0 | Universidad César Vallejo  | Huancayo               | 28 de febrero | 13:30 |   |
| Deportivo Municipal | 1 - 4 | Universitario de Deportes  | Nacional               | 28 de febrero | 16:00 |   |
| Alianza Atlético    | 2 - 0 | Univ. Técnica de Cajamarca | Melanio Coloma         | 29 de febrero | 13:30 |   |

| Defensor La Bocana         | 4 - 1 | Deportivo Municipal       | Municipal de Bernal | 4 de marzo | 15:30 |  |
| Juan Aurich                | 2 - 2 | Real Garcilaso            | Elías Aguirre       | 4 de marzo | 20:00 |  |
| Sporting Cristal           | 2 - 1 | Unión Comercio            | Alberto Gallardo    | 5 de marzo | 15:00 |  |
| Universidad de San Martín  | 1 - 0 | Universidad César Vallejo | Miguel Grau         | 5 de marzo | 17:45 |  |
| Universitario de Deportes  | 2 - 0 | Comerciantes Unidos       | Nacional            | 5 de marzo | 20:00 |  |
| Ayacucho F. C.             | 1 - 0 | Alianza Atlético          | Ciudad de Cumaná    | 6 de marzo | 11:15 |  |
| Sport Huancayo             | 0 - 0 | F. B. C. Melgar           | Huancayo            | 6 de marzo | 13:30 |  |
| Univ. Técnica de Cajamarca | 1 - 0 | Alianza Lima              | Héroes de San Ramón | 6 de marzo | 16:00 |  |

| Real Garcilaso            | 1 - 0 | Universitario de Deportes  | Garcilaso de la Vega   | 9 de marzo  | 11:00 |  |
| Unión Comercio            | 1 - 1 | Univ. Técnica de Cajamarca | Regional IPD           | 9 de marzo  | 13:15 |  |
| Deportivo Municipal       | 2 - 0 | Sport Huancayo             | Iván Elías Moreno      | 9 de marzo  | 15:30 |  |
| Universidad de San Martín | 2 - 1 | F. B. C. Melgar            | Miguel Grau            | 9 de marzo  | 17:45 |  |
| Alianza Lima              | 4 - 1 | Ayacucho F. C.             | Alejandro Villanueva   | 9 de marzo  | 20:00 |  |
| Alianza Atlético          | 3 - 1 | Juan Aurich                | Melanio Coloma         | 10 de marzo | 13:30 |  |
| Comerciantes Unidos       | 4 - 1 | Defensor La Bocana         | Juan Maldonado Gamarra | 10 de marzo | 15:30 |  |
| Universidad César Vallejo | 0 - 2 | Sporting Cristal           | Mansiche               | 4 de mayo   | 17:45 |  |

| Ayacucho F. C.             | 2 - 1 | Unión Comercio            | Ciudad de Cumaná    | 12 de marzo | 12:30 |   |
| Sporting Cristal           | 1 - 1 | Universidad de San Martín | Alberto Gallardo    | 12 de marzo | 15:00 |   |
| F. B. C. Melgar            | 1 - 1 | Deportivo Municipal       | Monumental UNSA     | 12 de marzo | 17:45 |   |
| Juan Aurich                | 1 - 1 | Alianza Lima              | Elías Aguirre       | 12 de marzo | 20:00 |   |
| Sport Huancayo             | 2 - 1 | Comerciantes Unidos       | Huancayo            | 13 de marzo | 13:30 |   |
| Univ. Técnica de Cajamarca | 3 - 1 | Universidad César Vallejo | Héroes de San Ramón | 13 de marzo | 15:30 | - |
| Universitario de Deportes  | 3 - 1 | Alianza Atlético          | Nacional            | 13 de marzo | 16:00 |   |
| Defensor La Bocana         | 5 - 0 | Real Garcilaso            | Municipal de Bernal | 14 de marzo | 13:30 |   |

| Comerciantes Unidos       | 2 - 0 | F. B. C. Melgar            | Juan Maldonado Gamarra | 1 de abril  | 15:30 |  |
| Alianza Atlético          | 2 - 2 | Defensor La Bocana         | Melanio Coloma         | 2 de abril  | 12:30 |  |
| Sporting Cristal          | 0 - 1 | Deportivo Municipal        | Alberto Gallardo       | 2 de abril  | 15:00 |  |
| Universidad César Vallejo | 5 - 2 | Ayacucho F. C.             | Mansiche               | 2 de abril  | 20:00 |  |
| Unión Comercio            | 0 - 0 | Juan Aurich                | Regional IPD           | 3 de abril  | 11:15 |  |
| Real Garcilaso            | 1 - 1 | Sport Huancayo             | Garcilaso de la Vega   | 3 de abril  | 13.30 |  |
| Universidad de San Martín | 2 - 4 | Univ. Técnica de Cajamarca | Miguel Grau            | 3 de abril  | 16:00 |  |
| Alianza Lima              | 1 - 2 | Universitario de Deportes  | Alejandro Villanueva   | 13 de abril | 11:00 |  |

| Deportivo Municipal        | 1 - 0 | Comerciantes Unidos       | Iván Elías Moreno   | 15 de abril | 15:30 |  |
| Ayacucho F. C.             | 1 - 1 | Universidad de San Martín | Ciudad de Cumaná    | 16 de abril | 12:30 |  |
| Univ. Técnica de Cajamarca | 0 - 0 | Sporting Cristal          | Héroes de San Ramón | 16 de abril | 15:00 |  |
| Juan Aurich                | 0 - 0 | Universidad César Vallejo | Elías Aguirre       | 16 de abril | 17:45 |  |
| Universitario de Deportes  | 1 - 0 | Unión Comercio            | Monumental          | 16 de abril | 20:00 |  |
| Sport Huancayo             | 1 - 1 | Alianza Atlético          | Huancayo            | 17 de abril | 11:15 |  |
| Defensor La Bocana         | 1 - 2 | Alianza Lima              | Municipal de Bernal | 17 de abril | 16:00 |  |
| F. B. C. Melgar            | 3 - 1 | Real Garcilaso            | Monumental UNSA     | 18 de abril | 19:00 |  |

| Univ. Técnica de Cajamarca | 2 - 1 | Defensor La Bocana        | Héroes de San Ramón  | 22 de abril | 15:30 |  |
| Universidad de San Martín  | 0 - 1 | Juan Aurich               | Miguel Grau          | 22 de abril | 20:00 |  |
| Alianza Atlético           | 1 - 0 | F. B. C. Melgar           | Municipal de Bernal  | 23 de abril | 12:30 |  |
| Real Garcilaso             | 0 - 0 | Deportivo Municipal       | Garcilaso de la Vega | 23 de abril | 15:00 |  |
| Universidad César Vallejo  | 0 - 2 | Universitario de Deportes | Mansiche             | 23 de abril | 20:00 |  |
| Sporting Cristal           | 1 - 0 | Ayacucho F. C.            | Alberto Gallardo     | 24 de abril | 11:15 |  |
| Unión Comercio             | 3 - 2 | Comerciantes Unidos       | Regional IPD         | 24 de abril | 13:30 |  |
| Alianza Lima               | 1 - 0 | Sport Huancayo            | Alejandro Villanueva | 24 de abril | 16:00 |  |

| Sport Huancayo            | 1 - 2 | Unión Comercio             | Huancayo               | 27 de abril | 11:15 |   |
| Ayacucho F. C.            | 2 - 1 | Univ. Técnica de Cajamarca | Ciudad de Cumaná       | 27 de abril | 13:30 |   |
| F. B. C. Melgar           | 1 - 0 | Alianza Lima               | Mariano Melgar         | 27 de abril | 15:30 |   |
| Comerciantes Unidos       | 1 - 0 | Real Garcilaso             | Juan Maldonado Gamarra | 27 de abril | 15:30 | - |
| Juan Aurich               | 0 - 3 | Sporting Cristal           | Elías Aguirre          | 27 de abril | 18:00 |   |
| Defensor La Bocana        | 4 - 2 | Universidad César Vallejo  | Municipal de Bernal    | 28 de abril | 13:15 |   |
| Deportivo Municipal       | 2 - 1 | Alianza Atlético           | Iván Elías Moreno      | 28 de abril | 15:30 |   |
| Universitario de Deportes | 2 - 0 | Universidad de San Martín  | Monumental             | 28 de abril | 20:00 |   |

| Ayacucho F. C.             | 0 - 0 | Sport Huancayo            | Ciudad de Cumaná     | 30 de abril | 12:30 |  |
| Univ. Técnica de Cajamarca | 2 - 2 | Juan Aurich               | Héroes de San Ramón  | 30 de abril | 15:00 |  |
| Alianza Lima               | 2 - 1 | Real Garcilaso            | Alejandro Villanueva | 30 de abril | 20:00 |  |
| Unión Comercio             | 2 - 1 | Deportivo Municipal       | Regional IPD         | 1 de mayo   | 11:15 |  |
| Alianza Atlético           | 2 - 1 | Comerciantes Unidos       | Melanio Coloma       | 1 de mayo   | 13:30 |  |
| Sporting Cristal           | 0 - 1 | Universitario de Deportes | Nacional             | 1 de mayo   | 16:00 |  |
| Universidad César Vallejo  | 1 - 2 | F. B. C. Melgar           | Mansiche             | 1 de mayo   | 18:15 |  |
| Universidad de San Martín  | 4 - 2 | Defensor La Bocana        | Miguel Grau          | 1 de mayo   | 20:30 |  |

| Sport Huancayo            | 3 - 0 | Universidad de San Martín  | Huancayo               | 7 de mayo | 12:30 |   |
| Deportivo Municipal       | 2 - 0 | Universidad César Vallejo  | Iván Elías Moreno      | 7 de mayo | 15:00 |   |
| Juan Aurich               | 2 - 0 | Ayacucho F. C.             | Elías Aguirre          | 7 de mayo | 17:30 |   |
| Real Garcilaso            | 3 - 1 | Alianza Atlético           | Garcilaso de la Vega   | 8 de mayo | 11:00 |   |
| Defensor La Bocana        | 2 - 1 | Sporting Cristal           | Municipal de Bernal    | 8 de mayo | 13:30 |   |
| Comerciantes Unidos       | 2 - 1 | Alianza Lima               | Juan Maldonado Gamarra | 8 de mayo | 15:30 | - |
| Universitario de Deportes | 3 - 1 | Univ. Técnica de Cajamarca | Monumental             | 8 de mayo | 16:00 |   |
| F. B. C. Melgar           | 2 - 1 | Unión Comercio             | Monumental UNSA        | 8 de mayo | 20:00 |   |

## Torneo Clausura
| Pos. | Equipo                    | Equipo                | PJ | PG | PE | PP | GF | GC | Dif. | Pts. |
| ---- | ------------------------- | --------------------- | -- | -- | -- | -- | -- | -- | ---- | ---- |
| 1º   | Sporting Cristal          | Se mantuvo            | 30 | 14 | 11 | 5  | 46 | 27 | +19  | 53   |
| 2º   | Universitario de Deportes | Se mantuvo            | 30 | 15 | 6  | 9  | 51 | 39 | +12  | 51   |
| 3º   | F. B. C. Melgar           | Se mantuvo            | 30 | 13 | 7  | 10 | 48 | 38 | +10  | 46   |
| 4º   | Sport Huancayo            | Se mantuvo            | 30 | 12 | 10 | 8  | 36 | 26 | +10  | 46   |
| 5º   | Deportivo Municipal       | Se mantuvo            | 30 | 12 | 10 | 8  | 36 | 32 | +4   | 46   |
| 6º   | Alianza Lima              | Se mantuvo            | 30 | 13 | 6  | 11 | 37 | 29 | +8   | 45   |
| 7º   | Unión Comercio            | Ascendió de posición  | 30 | 11 | 9  | 10 | 37 | 39 | -2   | 42   |
| 8º   | Comerciantes Unidos       | Descendió de posición | 30 | 11 | 8  | 11 | 36 | 33 | +3   | 41   |
| 9º   | Alianza Atlético          | Ascendió de posición  | 30 | 12 | 5  | 13 | 41 | 40 | +1   | 41   |
| 10º  | Juan Aurich               | Descendió de posición | 30 | 9  | 13 | 8  | 39 | 38 | +1   | 40   |
| 11°  | UTC                       | Se mantuvo            | 30 | 9  | 13 | 8  | 36 | 38 | -2   | 40   |
| 12º  | Real Garcilaso            | Se mantuvo            | 30 | 10 | 6  | 14 | 39 | 49 | -10  | 36   |
| 13º  | Ayacucho F. C.            | Se mantuvo            | 30 | 8  | 9  | 13 | 27 | 42 | -15  | 33   |
| 14º  | Defensor La Bocana (*)    | Se mantuvo            | 30 | 7  | 11 | 12 | 44 | 53 | -9   | 30   |
| 15º  | Universidad de San Martín | Se mantuvo            | 30 | 8  | 6  | 16 | 33 | 47 | -14  | 30   |
| 16º  | Universidad César Vallejo | Se mantuvo            | 30 | 5  | 12 | 13 | 32 | 48 | -16  | 27   |

(*)  Al club Defensor La Bocana se le restó 2 puntos por deudas.
|  | Ganador clasificaría a la Copa Sudamericana.[ Véase Consideraciones ] |

### Evolución de las posiciones
| Equipo / Jornada           | 1  | 2  | 3  | 4  | 5  | 6  | 7  | 8  | 9  | 10 | 11 | 12 | 13 | 14 | 15 |
| Equipo / Jornada           |    |    |    |    |    |    |    |    |    |    |    |    |    |    |    |
| -------------------------- | -- | -- | -- | -- | -- | -- | -- | -- | -- | -- | -- | -- | -- | -- | -- |
| Sporting Cristal           | 4  | 6  | 9  | 6  | 3  | 2  | 1  | 2  | 2  | 2  | 3  | 3  | 3  | 3  | 3  |
| Universitario de Deportes  | 1  | 1  | 1  | 1  | 2  | 1  | 2  | 1  | 1  | 1  | 2  | 2  | 2  | 2  | 2  |
| F. B. C. Melgar            | 5  | 6  | 5  | 5  | 5  | 5  | 5  | 4  | 5  | 4  | 2  | 1  | 1  | 1  | 1  |
| Sport Huancayo             | 8  | 8  | 7  | 9  | 6  | 6  | 6  | 5  | 6  | 3  | 5  | 4  | 5  | 4  | 4  |
| Deportivo Municipal        | 3  | 4  | 3  | 4  | 4  | 4  | 4  | 6  | 4  | 5  | 6  | 5  | 6  | 5  | 5  |
| Alianza Lima               | 2  | 2  | 2  | 5  | 11 | 12 | 8  | 6  | 4  | 6  | 4  | 7  | 4  | 8  | 8  |
| Unión Comercio             | 9  | 9  | 9  | 6  | 7  | 8  | 10 | 9  | 11 | 11 | 10 | 9  | 7  | 9  | 7  |
| Comerciantes Unidos        | 10 | 10 | 11 | 13 | 11 | 12 | 12 | 12 | 12 | 12 | 11 | 11 | 9  | 7  | 8  |
| Alianza Atlético           | 6  | 7  | 6  | 7  | 8  | 7  | 7  | 7  | 7  | 8  | 8  | 10 | 8  | 10 | 9  |
| Juan Aurich                | 7  | 5  | 8  | 8  | 10 | 9  | 11 | 11 | 10 | 9  | 7  | 7  | 10 | 8  | 10 |
| Univ. Técnica de Cajamarca | 12 | 13 | 13 | 10 | 9  | 10 | 8  | 8  | 9  | 7  | 9  | 8  | 11 | 11 | 11 |
| Real Garcilaso             | 11 | 12 | 10 | 11 | 12 | 11 | 9  | 10 | 8  | 10 | 12 | 12 | 12 | 12 | 12 |
| Ayacucho F. C.             | 13 | 11 | 12 | 12 | 13 | 13 | 13 | 14 | 13 | 14 | 13 | 13 | 13 | 13 | 13 |
| Defensor La Bocana         | 14 | 14 | 14 | 14 | 14 | 14 | 14 | 13 | 14 | 13 | 14 | 14 | 15 | 14 | 14 |
| Universidad de San Martín  | 15 | 15 | 15 | 15 | 15 | 15 | 15 | 15 | 15 | 16 | 16 | 15 | 14 | 15 | 15 |
| Universidad César Vallejo  | 16 | 16 | 16 | 16 | 16 | 16 | 16 | 16 | 16 | 15 | 15 | 16 | 16 | 16 | 16 |

### Segunda vuelta
| Defensor La Bocana        | 1 - 1 | Juan Aurich                | Municipal de Bernal    | 13 de mayo | 13:30 |  |
| Comerciantes Unidos       | 3 - 1 | Universidad César Vallejo  | Juan Maldonado Gamarra | 13 de mayo | 15:30 |  |
| Real Garcilaso            | 0 - 1 | Unión Comercio             | Garcilaso de la Vega   | 14 de mayo | 12:30 |  |
| Deportivo Municipal       | 1 - 0 | Universidad de San Martín  | Iván Elías Moreno      | 14 de mayo | 15:00 |  |
| F. B. C. Melgar           | 1 - 1 | Univ. Técnica de Cajamarca | Monumental UNSA        | 14 de mayo | 20:00 |  |
| Sport Huancayo            | 3 - 1 | Sporting Cristal           | Huancayo               | 15 de mayo | 11:15 |  |
| Alianza Atlético          | 0 - 1 | Alianza Lima               | Melanio Coloma         | 15 de mayo | 13:30 |  |
| Universitario de Deportes | 0 - 2 | Ayacucho F. C.             | Nacional               | 15 de mayo | 16:00 |  |

| Universidad de San Martín  | 1 - 1 | Comerciantes Unidos       | Miguel Grau          | 17 de mayo | 13:15 |   |
| Universidad César Vallejo  | 1 - 1 | Real Garcilaso            | Mansiche             | 17 de mayo | 20:00 |   |
| Ayacucho F. C.             | 3 - 0 | Defensor La Bocana        | Ciudad de Cumaná     | 18 de mayo | 13:15 |   |
| Univ. Técnica de Cajamarca | 0 - 0 | Sport Huancayo            | Héroes de San Ramón  | 18 de mayo | 15:30 | - |
| Sporting Cristal           | 2 - 1 | F. B. C. Melgar           | Alberto Gallardo     | 18 de mayo | 15:30 |   |
| Alianza Lima               | 1 - 1 | Deportivo Municipal       | Alejandro Villanueva | 18 de mayo | 20:00 |   |
| Unión Comercio             | 2 - 2 | Alianza Atlético          | Regional IPD         | 19 de mayo | 13:15 |   |
| Juan Aurich                | 2 - 0 | Universitario de Deportes | Elías Aguirre        | 19 de mayo | 20:00 |   |

| Real Garcilaso      | 1 - 0 | Universidad de San Martín  | Garcilaso de la Vega   | 21 de mayo  | 12:30 |  |
| Deportivo Municipal | 0 - 0 | Univ. Técnica de Cajamarca | Iván Elías Moreno      | 21 de mayo  | 15:00 |  |
| Sport Huancayo      | 3 - 1 | Juan Aurich                | Huancayo               | 22 de mayo  | 11:15 |  |
| Defensor La Bocana  | 2 - 2 | Universitario de Deportes  | Municipal de Bernal    | 22 de mayo  | 13:30 |  |
| Alianza Lima        | 0 - 1 | Unión Comercio             | Alejandro Villanueva   | 22 de mayo  | 16:00 |  |
| F. B. C. Melgar     | 2 - 0 | Ayacucho F. C.             | Monumental UNSA        | 22 de mayo  | 18:15 |  |
| Alianza Atlético    | 3 - 1 | Universidad César Vallejo  | Melanio Coloma         | 23 de mayo  | 13:15 |  |
| Comerciantes Unidos | 1 - 3 | Sporting Cristal           | Juan Maldonado Gamarra | 23 de junio | 15:30 |  |

| Universidad de San Martín  | 2 - 1 | Alianza Atlético    | Miguel Grau         | 27 de mayo  | 13:15 |  |
| Univ. Técnica de Cajamarca | 2 - 0 | Comerciantes Unidos | Héroes de San Ramón | 27 de mayo  | 15:30 |  |
| Juan Aurich                | 1 - 1 | F. B. C. Melgar     | Elías Aguirre       | 27 de mayo  | 20:00 |  |
| Sporting Cristal           | 3 - 1 | Real Garcilaso      | Alberto Gallardo    | 28 de mayo  | 12:30 |  |
| Universidad César Vallejo  | 0 - 0 | Alianza Lima        | Mansiche            | 28 de mayo  | 20:00 |  |
| Unión Comercio             | 3 - 0 | Defensor La Bocana  | Regional IPD        | 29 de mayo  | 11:15 |  |
| Ayacucho F. C.             | 1 - 1 | Deportivo Municipal | Ciudad de Cumaná    | 29 de mayo  | 13:30 |  |
| Universitario de Deportes  | 0 - 3 | Sport Huancayo      | Monumental          | 12 de junio | 15:00 |  |

| Copa América Centenario |

| Unión Comercio      | 0 - 1 | Universidad César Vallejo  | Regional IPD           | 28 de junio | 13:15 |  |
| Deportivo Municipal | 2 - 1 | Juan Aurich                | Iván Elías Moreno      | 28 de junio | 15:30 |  |
| Alianza Lima        | 3 - 0 | Universidad de San Martín  | Alejandro Villanueva   | 28 de junio | 20:00 |  |
| Sport Huancayo      | 0 - 0 | Defensor La Bocana         | Huancayo               | 29 de junio | 11:00 |  |
| Real Garcilaso      | 0 - 1 | Univ. Técnica de Cajamarca | Garcilaso de la Vega   | 29 de junio | 13:15 |  |
| Comerciantes Unidos | 2 - 0 | Ayacucho F. C.             | Juan Maldonado Gamarra | 29 de junio | 15:30 |  |
| F. B. C. Melgar     | 5 - 2 | Universitario de Deportes  | Monumental UNSA        | 29 de junio | 20:00 |  |
| Alianza Atlético    | 0 - 2 | Sporting Cristal           | Municipal de Bernal    | 30 de junio | 15:30 |  |

| Universidad de San Martín  | 1 - 1 | Unión Comercio      | Miguel Grau         | 1 de julio | 15:30 |   |
| Juan Aurich                | 1 - 1 | Comerciantes Unidos | Elías Aguirre       | 2 de julio | 15:00 |   |
| Universidad César Vallejo  | 3 - 1 | Sport Huancayo      | Mansiche            | 2 de julio | 17:45 |   |
| Universitario de Deportes  | 2 - 0 | Deportivo Municipal | Nacional            | 2 de julio | 20:00 |   |
| Defensor La Bocana         | 2 - 2 | F. B. C. Melgar     | Municipal de Bernal | 3 de julio | 11:15 |   |
| Ayacucho F. C.             | 1 - 2 | Real Garcilaso      | Ciudad de Cumaná    | 3 de julio | 13:15 |   |
| Univ. Técnica de Cajamarca | 1 - 2 | Alianza Atlético    | Héroes de San Ramón | 3 de julio | 15:30 | - |
| Sporting Cristal           | 0 - 2 | Alianza Lima        | Alberto Gallardo    | 3 de julio | 15:30 |   |

| Deportivo Municipal       | 1 - 1 | Defensor La Bocana         | Iván Elías Moreno      | 5 de julio | 15:30 |  |
| Universidad César Vallejo | 2 - 2 | Universidad de San Martín  | Mansiche               | 5 de julio | 20:00 |  |
| Alianza Atlético          | 2 - 0 | Ayacucho F. C.             | Melanio Coloma         | 6 de julio | 11:00 |  |
| Real Garcilaso            | 3 - 2 | Juan Aurich                | Garcilaso de la Vega   | 6 de julio | 13:15 |  |
| Unión Comercio            | 1 - 2 | Sporting Cristal           | Regional IPD           | 6 de julio | 15:30 |  |
| F. B. C. Melgar           | 1 - 2 | Sport Huancayo             | Monumental UNSA        | 6 de julio | 17:45 |  |
| Alianza Lima              | 0 - 1 | Univ. Técnica de Cajamarca | Alejandro Villanueva   | 6 de julio | 20:00 |  |
| Comerciantes Unidos       | 0 - 0 | Universitario de Deportes  | Juan Maldonado Gamarra | 7 de julio | 15:30 |  |

| Sport Huancayo             | 2 - 1 | Deportivo Municipal       | Huancayo            | 9 de julio  | 12:30 |  |
| Sporting Cristal           | 1 - 1 | Universidad César Vallejo | Alberto Gallardo    | 9 de julio  | 15:00 |  |
| Juan Aurich                | 0 - 0 | Alianza Atlético          | Elías Aguirre       | 9 de julio  | 17:45 |  |
| F. B. C. Melgar            | 1 - 0 | Universidad de San Martín | Monumental UNSA     | 9 de julio  | 20:00 |  |
| Ayacucho F. C.             | 1 - 1 | Alianza Lima              | Ciudad de Cumaná    | 10 de julio | 13:15 |  |
| Universitario de Deportes  | 4 - 1 | Real Garcilaso            | Monumental          | 10 de julio | 16:00 |  |
| Defensor La Bocana         | 2 - 0 | Comerciantes Unidos       | Municipal de Bernal | 11 de julio | 13:15 |  |
| Univ. Técnica de Cajamarca | 1 - 1 | Unión Comercio            | Héroes de San Ramón | 11 de julio | 15:30 |  |

| Comerciantes Unidos       | 1 - 0 | Sport Huancayo             | Juan Maldonado Gamarra | 15 de julio | 15:30 |  |
| Universidad de San Martín | 1 - 2 | Sporting Cristal           | Nacional               | 15 de julio | 20:00 |  |
| Alianza Atlético          | 2 - 3 | Universitario de Deportes  | Municipal de Bernal    | 16 de julio | 12:30 |  |
| Deportivo Municipal       | 1 - 0 | F. B. C. Melgar            | Iván Elías Moreno      | 16 de julio | 15:00 |  |
| Universidad César Vallejo | 1 - 1 | Univ. Técnica de Cajamarca | Mansiche               | 16 de julio | 20:00 |  |
| Unión Comercio            | 0 - 1 | Ayacucho F. C.             | Regional IPD           | 17 de julio | 11:15 |  |
| Real Garcilaso            | 4 - 1 | Defensor La Bocana         | Garcilaso de la Vega   | 17 de julio | 13:30 |  |
| Alianza Lima              | 0 - 2 | Juan Aurich                | Alejandro Villanueva   | 17 de julio | 16:00 |  |

| Univ. Técnica de Cajamarca | 3 - 1 | Universidad de San Martín | Héroes de San Ramón | 19 de julio | 15:30 |  |
| F. B. C. Melgar            | 3 - 2 | Comerciantes Unidos       | Monumental UNSA     | 19 de julio | 20:00 |  |
| Defensor La Bocana         | 1 - 0 | Alianza Atlético          | Municipal de Bernal | 20 de julio | 11:00 |  |
| Sport Huancayo             | 3 - 0 | Real Garcilaso            | Huancayo            | 20 de julio | 13:15 |  |
| Deportivo Municipal        | 0 - 0 | Sporting Cristal          | Iván Elías Moreno   | 20 de julio | 15:15 |  |
| Juan Aurich                | 1 - 1 | Unión Comercio            | Elías Aguirre       | 20 de julio | 20:00 |  |
| Ayacucho F. C.             | 0 - 1 | Universidad César Vallejo | Ciudad de Cumaná    | 21 de julio | 13:15 |  |
| Universitario de Deportes  | 1 - 0 | Alianza Lima              | Nacional            | 21 de julio | 20:00 |  |

| Real Garcilaso            | 1 - 2 | F. B. C. Melgar            | Garcilaso de la Vega   | 23 de julio | 12:30 |  |
| Sporting Cristal          | 4 - 0 | Univ. Técnica de Cajamarca | Alberto Gallardo       | 23 de julio | 15:00 |  |
| Universidad César Vallejo | 1 - 3 | Juan Aurich                | Mansiche               | 23 de julio | 20:00 |  |
| Alianza Atlético          | 0 - 0 | Sport Huancayo             | Melanio Coloma         | 24 de julio | 11:15 |  |
| Unión Comercio            | 2 - 1 | Universitario de Deportes  | Regional IPD           | 24 de julio | 13:30 |  |
| Alianza Lima              | 2 - 0 | Defensor La Bocana         | Alejandro Villanueva   | 24 de julio | 16:00 |  |
| Universidad de San Martín | 1 - 1 | Ayacucho F. C.             | Miguel Grau            | 25 de julio | 13:15 |  |
| Comerciantes Unidos       | 1 - 0 | Deportivo Municipal        | Juan Maldonado Gamarra | 25 de julio | 15:30 |  |

| Comerciantes Unidos       | 0 - 0 | Unión Comercio             | Juan Maldonado Gamarra | 29 de julio | 15:30 |  |
| Ayacucho F. C.            | 1 - 1 | Sporting Cristal           | Ciudad de Cumaná       | 30 de julio | 12:30 |  |
| Deportivo Municipal       | 3 - 0 | Real Garcilaso             | Iván Elías Moreno      | 30 de julio | 15:00 |  |
| F. B. C. Melgar           | 2 - 0 | Alianza Atlético           | Monumental UNSA        | 30 de julio | 17:45 |  |
| Juan Aurich               | 1 - 3 | Universidad de San Martín  | Elías Aguirre          | 30 de julio | 20:00 |  |
| Defensor La Bocana        | 1 - 1 | Univ. Técnica de Cajamarca | Municipal de Bernal    | 31 de julio | 11:15 |  |
| Sport Huancayo            | 2 - 1 | Alianza Lima               | Huancayo               | 31 de julio | 13:30 |  |
| Universitario de Deportes | 1 - 1 | Universidad César Vallejo  | Monumental             | 31 de julio | 16:00 |  |

| Real Garcilaso             | 1 - 3 | Comerciantes Unidos       | Garcilaso de la Vega | 2 de agosto | 13:15 |  |
| Sporting Cristal           | 1 - 1 | Juan Aurich               | Alberto Gallardo     | 2 de agosto | 15:30 |  |
| Alianza Atlético           | 2 - 0 | Deportivo Municipal       | Melanio Coloma       | 3 de agosto | 11:00 |  |
| Unión Comercio             | 2 - 1 | Sport Huancayo            | Regional IPD         | 3 de agosto | 13:15 |  |
| Univ. Técnica de Cajamarca | 1 - 1 | Ayacucho F. C.            | Héroes de San Ramón  | 3 de agosto | 15:30 |  |
| Universidad César Vallejo  | 1 - 0 | Defensor La Bocana        | Mansiche             | 3 de agosto | 17:45 |  |
| Alianza Lima               | 2 - 1 | F. B. C. Melgar           | Alejandro Villanueva | 3 de agosto | 20:00 |  |
| Universidad de San Martín  | 3 - 1 | Universitario de Deportes | Nacional             | 4 de agosto | 20:00 |  |

| Sport Huancayo            | 2 - 1 | Ayacucho F. C.             | Huancayo               | 6 de agosto | 12:30 |  |
| Deportivo Municipal       | 4 - 1 | Unión Comercio             | Iván Elías Moreno      | 6 de agosto | 15:00 |  |
| Juan Aurich               | 2 - 0 | Univ. Técnica de Cajamarca | Elías Aguirre          | 6 de agosto | 17:45 |  |
| F. B. C. Melgar           | 1 - 1 | Universidad César Vallejo  | Monumental UNSA        | 6 de agosto | 20:00 |  |
| Defensor La Bocana        | 2 - 1 | Universidad de San Martín  | Municipal de Bernal    | 7 de agosto | 11:00 |  |
| Real Garcilaso            | 1 - 0 | Alianza Lima               | Garcilaso de la Vega   | 7 de agosto | 13:15 |  |
| Universitario de Deportes | 2 - 2 | Sporting Cristal           | Nacional               | 7 de agosto | 16:00 |  |
| Comerciantes Unidos       | 3 - 1 | Alianza Atlético           | Juan Maldonado Gamarra | 8 de agosto | 15:30 |  |

| Univ. Técnica de Cajamarca | 2 - 1 | Universitario de Deportes | Héroes de San Ramón  | 13 de agosto | 15:30 |   |
| Unión Comercio             | 3 - 1 | F. B. C. Melgar           | Regional IPD         | 14 de agosto | 13:00 |   |
| Alianza Lima               | 0 - 0 | Comerciantes Unidos       | Alejandro Villanueva | 14 de agosto | 15:30 |   |
| Ayacucho F. C.             | 1 - 0 | Juan Aurich               | Ciudad de Cumaná     | 14 de agosto | 15:30 | - |
| Universidad de San Martín  | 2 - 0 | Sport Huancayo            | Miguel Grau          | 14 de agosto | 15:30 | - |
| Sporting Cristal           | 1 - 1 | Defensor La Bocana        | Alberto Gallardo     | 14 de agosto | 15:30 |   |
| Universidad César Vallejo  | 2 - 2 | Deportivo Municipal       | Mansiche             | 14 de agosto | 15:30 | - |
| Alianza Atlético           | 2 - 1 | Real Garcilaso            | Melanio Coloma       | 14 de agosto | 15:30 | - |

## Tabla acumulada
| Pos. | Equipo                    | Equipo                | PJ | PG | PE | PP | GF | GC | Dif. | Pts. |
| ---- | ------------------------- | --------------------- | -- | -- | -- | -- | -- | -- | ---- | ---- |
| 1º   | Sporting Cristal          | Se mantuvo            | 30 | 14 | 11 | 5  | 46 | 27 | +19  | 53   |
| 2º   | Universitario de Deportes | Se mantuvo            | 30 | 15 | 6  | 9  | 51 | 39 | +12  | 51   |
| 3º   | F. B. C. Melgar           | Se mantuvo            | 30 | 13 | 7  | 10 | 48 | 38 | +10  | 46   |
| 4º   | Sport Huancayo            | Se mantuvo            | 30 | 12 | 10 | 8  | 36 | 26 | +10  | 46   |
| 5º   | Deportivo Municipal       | Se mantuvo            | 30 | 12 | 10 | 8  | 36 | 32 | +4   | 46   |
| 6º   | Alianza Lima              | Se mantuvo            | 30 | 13 | 6  | 11 | 37 | 29 | +8   | 45   |
| 7º   | Unión Comercio            | Ascendió de posición  | 30 | 11 | 9  | 10 | 37 | 39 | -2   | 42   |
| 8º   | Comerciantes Unidos       | Descendió de posición | 30 | 11 | 8  | 11 | 36 | 33 | +3   | 41   |
| 9º   | Alianza Atlético          | Ascendió de posición  | 30 | 12 | 5  | 13 | 41 | 40 | +1   | 41   |
| 10º  | Juan Aurich               | Descendió de posición | 30 | 9  | 13 | 8  | 39 | 38 | +1   | 40   |
| 11º  | UTC                       | Se mantuvo            | 30 | 9  | 13 | 8  | 36 | 38 | -2   | 40   |
| 12º  | Real Garcilaso            | Se mantuvo            | 30 | 10 | 6  | 14 | 39 | 49 | -10  | 36   |
| 13º  | Ayacucho F. C.            | Se mantuvo            | 30 | 8  | 9  | 13 | 27 | 42 | -15  | 33   |
| 14º  | Defensor La Bocana *      | Se mantuvo            | 30 | 7  | 11 | 12 | 44 | 53 | -9   | 30   |
| 15º  | Universidad de San Martín | Se mantuvo            | 30 | 8  | 6  | 16 | 33 | 47 | -14  | 30   |
| 16º  | Universidad César Vallejo | Se mantuvo            | 30 | 5  | 12 | 13 | 32 | 48 | -16  | 27   |

*  Al club Defensor La Bocana se le restó 2 puntos por deudas.
|  | Avanza a la Liguilla A . |
|  | Avanza a la Liguilla B . |

### Evolución de la distribución
| Equipo / Jornada           | 16 | 17 | 18 | 19 | 20 | 21 | 22 | 23 | 24 | 25 | 26 | 27 | 28 | 29 | 30 |
| Equipo / Jornada           |    |    |    |    |    |    |    |    |    |    |    |    |    |    |    |
| -------------------------- | -- | -- | -- | -- | -- | -- | -- | -- | -- | -- | -- | -- | -- | -- | -- |
| Sporting Cristal           | 4  | 3  | 4  | 2  | 1  | 2  | 1  | 2  | 2  | 2  | 1  | 1  | 1  | 1  | 1  |
| Universitario de Deportes  | 1  | 1  | 1  | 1  | 2  | 1  | 2  | 1  | 1  | 1  | 2  | 2  | 2  | 2  | 2  |
| F. B. C. Melgar            | 5  | 6  | 5  | 5  | 5  | 5  | 5  | 4  | 5  | 4  | 3  | 3  | 3  | 3  | 3  |
| Sport Huancayo             | 8  | 8  | 7  | 9  | 6  | 6  | 6  | 5  | 6  | 3  | 5  | 4  | 5  | 4  | 4  |
| Deportivo Municipal        | 3  | 4  | 3  | 4  | 4  | 4  | 4  | 6  | 4  | 5  | 6  | 5  | 6  | 5  | 5  |
| Alianza Lima               | 2  | 2  | 2  | 3  | 3  | 3  | 3  | 3  | 3  | 6  | 4  | 6  | 4  | 6  | 6  |
| Unión Comercio             | 9  | 9  | 9  | 6  | 7  | 8  | 10 | 9  | 11 | 11 | 10 | 9  | 7  | 9  | 7  |
| Comerciantes Unidos        | 10 | 10 | 11 | 13 | 11 | 12 | 12 | 12 | 12 | 12 | 11 | 11 | 9  | 7  | 8  |
| Alianza Atlético           | 6  | 7  | 6  | 7  | 8  | 7  | 7  | 7  | 7  | 8  | 8  | 10 | 8  | 10 | 9  |
| Juan Aurich                | 7  | 5  | 8  | 8  | 10 | 9  | 11 | 11 | 10 | 9  | 7  | 7  | 10 | 8  | 10 |
| Univ. Técnica de Cajamarca | 12 | 13 | 13 | 10 | 9  | 10 | 8  | 8  | 9  | 7  | 9  | 8  | 11 | 11 | 11 |
| Real Garcilaso             | 11 | 12 | 10 | 11 | 12 | 11 | 9  | 10 | 8  | 10 | 12 | 12 | 12 | 12 | 12 |
| Ayacucho F. C.             | 13 | 11 | 12 | 12 | 13 | 13 | 13 | 14 | 13 | 14 | 13 | 13 | 13 | 13 | 13 |
| Defensor La Bocana         | 14 | 14 | 14 | 14 | 14 | 14 | 14 | 13 | 14 | 13 | 14 | 14 | 15 | 14 | 14 |
| Universidad de San Martín  | 15 | 15 | 15 | 15 | 15 | 15 | 15 | 15 | 15 | 16 | 16 | 15 | 14 | 15 | 15 |
| Universidad César Vallejo  | 16 | 16 | 16 | 16 | 16 | 16 | 16 | 16 | 16 | 15 | 15 | 16 | 16 | 16 | 16 |

## Liguillas

### Liguilla A
| Pos. | Equipo                 | Equipo     | PJ | PG | PE | PP | GF | GC | Dif. | Pts. |
| ---- | ---------------------- | ---------- | -- | -- | -- | -- | -- | -- | ---- | ---- |
| 1º   | Sporting Cristal (**)  | Se mantuvo | 44 | 21 | 12 | 11 | 70 | 48 | +22  | 77   |
| 2º   | FBC Melgar             | Se mantuvo | 44 | 21 | 11 | 12 | 68 | 48 | +20  | 74   |
| 3º   | Deportivo Municipal    | Se mantuvo | 44 | 19 | 12 | 13 | 54 | 52 | +2   | 69   |
| 4º   | Juan Aurich            | Se mantuvo | 44 | 14 | 17 | 13 | 58 | 57 | +1   | 59   |
| 5º   | Real Garcilaso         | Se mantuvo | 44 | 16 | 9  | 19 | 55 | 62 | -7   | 57   |
| 6º   | Unión Comercio         | Se mantuvo | 44 | 14 | 14 | 16 | 51 | 55 | -4   | 56   |
| 7º   | U. César Vallejo       | Se mantuvo | 44 | 11 | 13 | 20 | 52 | 71 | -19  | 46   |
| 8º   | Defensor La Bocana (*) | Se mantuvo | 44 | 9  | 15 | 20 | 65 | 83 | -18  | 38   |

(*)  Al club Defensor La Bocana se le restaron 4 puntos por deudas.
(**) Al club Sporting Cristal se le sumó 2 puntos por ser el campeón del Torneo de Promoción y Reserva de 2016.

#### Evolución de las posiciones
| Equipo / Jornada          | 1 | 2 | 3 | 4 | 5 | 6 | 7 | 8 | 9 | 10 | 11 | 12 | 13 | 14 |
| Equipo / Jornada          |   |   |   |   |   |   |   |   |   |    |    |    |    |    |
| ------------------------- | - | - | - | - | - | - | - | - | - | -- | -- | -- | -- | -- |
| Sporting Cristal          | 1 | 1 | 1 | 1 | 1 | 1 | 1 | 1 | 1 | 1  | 2  | 2  | 1  | 1  |
| F. B. C. Melgar           | 2 | 2 | 2 | 2 | 2 | 2 | 2 | 2 | 2 | 2  | 1  | 1  | 2  | 2  |
| Deportivo Municipal       | 3 | 3 | 3 | 3 | 3 | 3 | 3 | 3 | 3 | 3  | 3  | 3  | 3  | 3  |
| Juan Aurich               | 4 | 4 | 4 | 4 | 4 | 4 | 4 | 5 | 5 | 5  | 4  | 4  | 4  | 4  |
| Real Garcilaso            | 6 | 6 | 6 | 6 | 6 | 6 | 6 | 6 | 6 | 6  | 6  | 6  | 6  | 5  |
| Unión Comercio            | 5 | 5 | 5 | 5 | 5 | 5 | 5 | 4 | 4 | 4  | 5  | 5  | 5  | 6  |
| Universidad César Vallejo | 8 | 7 | 8 | 8 | 7 | 7 | 7 | 7 | 7 | 7  | 7  | 7  | 7  | 7  |
| Defensor La Bocana        | 7 | 8 | 7 | 7 | 8 | 8 | 8 | 8 | 8 | 8  | 8  | 8  | 8  | 8  |

#### Primera vuelta
| Sporting Cristal   | 1 - 0 | Unión Comercio            | Alberto Gallardo | 20 de agosto | 15:00 |  |
| F. B. C. Melgar    | 1 - 0 | Universidad César Vallejo | Monumental UNSA  | 20 de agosto | 17:45 |  |
| Juan Aurich        | 2 - 1 | Real Garcilaso            | Elías Aguirre    | 20 de agosto | 20:00 |  |
| Defensor La Bocana | 1 - 2 | Deportivo Municipal       | Sesquicentenario | 22 de agosto | 15:30 |  |

| Unión Comercio            | 0 - 0 | F. B. C. Melgar    | Regional IPD         | 25 de agosto | 13:15 |  |
| Deportivo Municipal       | 1 - 4 | Juan Aurich        | Iván Elías Moreno    | 25 de agosto | 15:30 |  |
| Universidad César Vallejo | 2 - 1 | Sporting Cristal   | Mansiche             | 25 de agosto | 17:45 |  |
| Real Garcilaso            | 4 - 2 | Defensor La Bocana | Garcilaso de la Vega | 28 de agosto | 13:30 |  |

| Juan Aurich               | 1 - 3 | Defensor La Bocana  | César Flores Marigorda | 10 de septiembre | 12:45 |  |
| Sporting Cristal          | 2 - 1 | Real Garcilaso      | Alberto Gallardo       | 10 de septiembre | 15:00 |  |
| Universidad César Vallejo | 0 - 1 | Unión Comercio      | Mansiche               | 10 de septiembre | 17:45 |  |
| F. B. C. Melgar           | 2 - 1 | Deportivo Municipal | Monumental UNSA        | 11 de septiembre | 13:30 |  |

| Unión Comercio      | 2 - 2 | Juan Aurich               | Inca Pachacútec      | 17 de septiembre | 12:30 |  |
| Deportivo Municipal | 2 - 1 | Universidad César Vallejo | Iván Elías Moreno    | 17 de septiembre | 15:00 |  |
| Defensor La Bocana  | 1 - 2 | Sporting Cristal          | Sesquicentenario     | 18 de septiembre | 16:00 |  |
| Real Garcilaso      | 1 - 2 | F. B. C. Melgar           | Garcilaso de la Vega | 19 de septiembre | 13:15 |  |

| Universidad César Vallejo | 2 - 0 | Real Garcilaso      | Mansiche         | 24 de septiembre | 17:45 |  |
| Unión Comercio            | 1 - 2 | Deportivo Municipal | Regional IPD     | 25 de septiembre | 11:00 |  |
| F. B. C. Melgar           | 1 - 0 | Defensor La Bocana  | Monumental UNSA  | 25 de septiembre | 13:00 |  |
| Sporting Cristal          | 3 - 0 | Juan Aurich         | Alberto Gallardo | 25 de septiembre | 15:30 |  |

| Sporting Cristal   | 0 - 2 | Deportivo Municipal       | Alberto Gallardo       | 27 de septiembre | 15:30 |  |
| Real Garcilaso     | 1 - 0 | Unión Comercio            | Garcilaso de la Vega   | 28 de septiembre | 11:00 |  |
| Juan Aurich        | 1 - 1 | F. B. C. Melgar           | César Flores Marigorda | 28 de septiembre | 13:15 |  |
| Defensor La Bocana | 1 - 3 | Universidad César Vallejo | Sesquicentenario       | 29 de septiembre | 15:30 |  |

| Deportivo Municipal       | 1 - 0 | Real Garcilaso     | Iván Elías Moreno | 15 de octubre | 15:00 |  |
| Universidad César Vallejo | 2 - 1 | Juan Aurich        | Mansiche          | 15 de octubre | 17:45 |  |
| Unión Comercio            | 1 - 1 | Defensor La Bocana | Regional IPD      | 16 de octubre | 11:00 |  |
| F. B. C. Melgar           | 2 - 0 | Sporting Cristal   | Monumental UNSA   | 16 de octubre | 13:30 |  |

#### Segunda vuelta
| Real Garcilaso            | 1 - 1 | Juan Aurich        | Garcilaso de la Vega | 18 de octubre | 15:30 |  |
| Unión Comercio            | 2 - 0 | Sporting Cristal   | Regional IPD         | 19 de octubre | 13:15 |  |
| Universidad César Vallejo | 2 - 3 | F. B. C. Melgar    | Mansiche             | 19 de octubre | 17:45 |  |
| Deportivo Municipal       | 2 - 2 | Defensor La Bocana | Iván Elías Moreno    | 20 de octubre | 15:30 |  |

| Juan Aurich        | 0 - 2 | Deportivo Municipal       | César Flores Marigorda | 23 de octubre | 13:00 |  |
| Sporting Cristal   | 7 - 2 | Universidad César Vallejo | Alberto Gallardo       | 23 de octubre | 15:30 |  |
| F. B. C. Melgar    | 1 - 0 | Unión Comercio            | Monumental UNSA        | 24 de octubre | 13:15 |  |
| Defensor La Bocana | 0 - 2 | Real Garcilaso            | Sesquicentenario       | 24 de octubre | 15:30 |  |

| Unión Comercio      | 3 - 1 | Universidad César Vallejo | Regional IPD         | 28 de octubre | 13:15 |  |
| Deportivo Municipal | 0 - 0 | F. B. C. Melgar           | Iván Elías Moreno    | 29 de octubre | 15:00 |  |
| Real Garcilaso      | 1 - 0 | Sporting Cristal          | Garcilaso de la Vega | 30 de octubre | 13:30 |  |
| Defensor La Bocana  | 0 - 3 | Juan Aurich               | Municipal de Bernal  | 31 de octubre | 15:30 |  |

| F. B. C. Melgar           | 0 - 0 | Real Garcilaso      | Monumental UNSA        | 2 de noviembre | 17:45 |  |
| Juan Aurich               | 2 - 1 | Unión Comercio      | César Flores Marigorda | 3 de noviembre | 13:15 |  |
| Sporting Cristal          | 2 - 5 | Defensor La Bocana  | Alberto Gallardo       | 3 de noviembre | 15:30 |  |
| Universidad César Vallejo | 3 - 0 | Deportivo Municipal | Mansiche               | 3 de noviembre | 20:00 |  |

| Defensor La Bocana  | 1 - 3 | F. B. C. Melgar           | Municipal de Bernal  | 18 de noviembre | 15:30 |  |
| Deportivo Municipal | 2 - 0 | Unión Comercio            | Iván Elías Moreno    | 19 de noviembre | 15:00 |  |
| Juan Aurich         | 0 - 0 | Sporting Cristal          | Elías Aguirre        | 19 de noviembre | 17:45 |  |
| Real Garcilaso      | 2 - 0 | Universidad César Vallejo | Garcilaso de la Vega | 20 de noviembre | 11:00 |  |

| F. B. C. Melgar           | 1 - 2 | Juan Aurich        | Monumental UNSA   | 22 de noviembre | 15:30 |  |
| Unión Comercio            | 0 - 0 | Real Garcilaso     | Regional IPD      | 23 de noviembre | 13:15 |  |
| Universidad César Vallejo | 1 - 1 | Defensor La Bocana | Mansiche          | 23 de noviembre | 17:45 |  |
| Deportivo Municipal       | 1 - 3 | Sporting Cristal   | Iván Elías Moreno | 24 de noviembre | 15:30 |  |

| Sporting Cristal   | 3 - 2 | F. B. C. Melgar           | Alberto Gallardo    | 27 de noviembre | 15:00 |   |
| Juan Aurich        | 0 - 1 | Universidad César Vallejo | Elías Aguirre       | 27 de noviembre | 15:00 | - |
| Defensor La Bocana | 3 - 3 | Unión Comercio            | Municipal de Bernal | 27 de noviembre | 15:00 | - |
| Real Garcilaso     | 2 - 1 | Deportivo Municipal       | Municipal de Urcos  | 27 de noviembre | 15:00 | - |

### Liguilla B
| Pos. | Equipo              | Equipo     | PJ | PG | PE | PP | GF | GC | Dif. | Pts. |
| ---- | ------------------- | ---------- | -- | -- | -- | -- | -- | -- | ---- | ---- |
| 1º   | Universitario (***) | Se mantuvo | 44 | 20 | 11 | 12 | 73 | 60 | +13  | 72   |
| 2º   | Alianza Lima        | Se mantuvo | 44 | 19 | 9  | 16 | 56 | 44 | +12  | 66   |
| 3º   | Comerciantes Unidos | Se mantuvo | 44 | 17 | 12 | 15 | 64 | 53 | +11  | 63   |
| 4º   | Sport Huancayo      | Se mantuvo | 44 | 16 | 14 | 14 | 52 | 44 | +8   | 62   |
| 5º   | U. San Martín       | Se mantuvo | 44 | 15 | 10 | 19 | 61 | 72 | -11  | 55   |
| 6º   | Alianza Atlético    | Se mantuvo | 44 | 16 | 7  | 21 | 63 | 76 | -13  | 55   |
| 7º   | UTC                 | Se mantuvo | 44 | 12 | 18 | 14 | 57 | 61 | -4   | 54   |
| 8º   | Ayacucho FC         | Se mantuvo | 44 | 12 | 15 | 16 | 47 | 59 | -12  | 52   |

(***)  Al club Universitario de Deportes se le sumó 1 punto por ser el subcampeón del Torneo de Promoción y Reserva de 2016.

#### Evolución de las posiciones
| Equipo / Jornada           | 1 | 2 | 3 | 4 | 5 | 6 | 7 | 8 | 9 | 10 | 11 | 12 | 13 | 14 |
| Equipo / Jornada           |   |   |   |   |   |   |   |   |   |    |    |    |    |    |
| -------------------------- | - | - | - | - | - | - | - | - | - | -- | -- | -- | -- | -- |
| Universitario de Deportes  | 1 | 1 | 1 | 1 | 1 | 1 | 1 | 1 | 1 | 1  | 1  | 1  | 1  | 1  |
| Alianza Lima               | 3 | 2 | 2 | 2 | 3 | 4 | 3 | 4 | 3 | 4  | 2  | 4  | 2  | 2  |
| Comerciantes Unidos        | 5 | 5 | 4 | 4 | 4 | 3 | 4 | 2 | 4 | 3  | 4  | 3  | 4  | 3  |
| Sport Huancayo             | 2 | 3 | 3 | 3 | 2 | 2 | 2 | 3 | 2 | 2  | 3  | 2  | 3  | 4  |
| Universidad de San Martín  | 8 | 8 | 8 | 8 | 7 | 8 | 8 | 7 | 7 | 7  | 6  | 8  | 7  | 5  |
| Alianza Atlético           | 6 | 4 | 6 | 6 | 6 | 6 | 6 | 6 | 6 | 6  | 8  | 6  | 5  | 6  |
| Univ. Técnica de Cajamarca | 4 | 6 | 5 | 5 | 5 | 5 | 5 | 5 | 5 | 5  | 5  | 5  | 6  | 7  |
| Ayacucho F. C.             | 7 | 7 | 7 | 7 | 8 | 7 | 7 | 8 | 8 | 8  | 7  | 7  | 8  | 8  |

#### Primera vuelta
| Univ. Técnica de Cajamarca | 5 - 0 | Universidad San Martín | Héroes de San Ramón | 19 de agosto | 15:30 |  |
| Sport Huancayo             | 1 - 1 | Comerciantes Unidos    | Huancayo            | 21 de agosto | 11:15 |  |
| Ayacucho F. C.             | 1 - 1 | Alianza Lima           | Ciudad de Cumaná    | 21 de agosto | 13:30 |  |
| Universitario de Deportes  | 4 - 0 | Alianza Atlético       | Monumental          | 21 de agosto | 16:00 |  |

| Universidad San Martín | 1 - 1 | Ayacucho F. C.             | Miguel Grau            | 24 de agosto | 13:15 |  |
| Comerciantes Unidos    | 1 - 1 | Universitario de Deportes  | Juan Maldonado Gamarra | 24 de agosto | 15:30 |  |
| Alianza Lima           | 2 - 1 | Univ. Técnica de Cajamarca | Alejandro Villanueva   | 25 de agosto | 20:00 |  |
| Alianza Atlético       | 3 - 1 | Sport Huancayo             | Melanio Coloma         | 29 de agosto | 13:30 |  |

| Univ. Técnica de Cajamarca | 2 - 2 | Comerciantes Unidos | Héroes de San Ramón | 9 de septiembre  | 15:30 |  |
| Universidad de San Martín  | 3 - 0 | Alianza Lima        | Nacional            | 10 de septiembre | 20:00 |  |
| Ayacucho F. C.             | 5 - 2 | Alianza Atlético    | Ciudad de Cumaná    | 11 de septiembre | 11:15 |  |
| Universitario de Deportes  | 1 - 0 | Sport Huancayo      | Monumental          | 11 de septiembre | 16:00 |  |

| Alianza Lima        | 3 - 0 | Universitario de Deportes  | Alejandro Villanueva   | 17 de septiembre | 19:00 |  |
| Sport Huancayo      | 1 - 1 | Univ. Técnica de Cajamarca | Huancayo               | 18 de septiembre | 11:15 |  |
| Alianza Atlético    | 2 - 3 | Universidad de San Martín  | Melanio Coloma         | 18 de septiembre | 13:30 |  |
| Comerciantes Unidos | 3 - 1 | Ayacucho F. C.             | Juan Maldonado Gamarra | 19 de septiembre | 15:30 |  |

| Universidad de San Martín  | 1 - 1 | Comerciantes Unidos       | Miguel Grau          | 23 de septiembre | 15:30 |  |
| Ayacucho F. C.             | 0 - 1 | Sport Huancayo            | Ciudad de Cumaná     | 24 de septiembre | 12:30 |  |
| Univ. Técnica de Cajamarca | 1 - 1 | Universitario de Deportes | Héroes de San Ramón  | 24 de septiembre | 15:00 |  |
| Alianza Lima               | 0 - 0 | Alianza Atlético          | Alejandro Villanueva | 24 de septiembre | 20:00 |  |

| Sport Huancayo             | 3 - 0 | Universidad de San Martín | Huancayo               | 27 de septiembre | 13:15 |   |
| Univ. Técnica de Cajamarca | 4 - 0 | Alianza Atlético          | Héroes de San Ramón    | 27 de septiembre | 15:30 | - |
| Comerciantes Unidos        | 2 - 1 | Alianza Lima              | Juan Maldonado Gamarra | 28 de septiembre | 15:30 |   |
| Universitario de Deportes  | 4 - 2 | Ayacucho F. C.            | Monumental             | 2 de octubre     | 16:00 |   |

| Ayacucho F. C.            | 2 - 0 | Univ. Técnica de Cajamarca | Ciudad de Cumaná     | 15 de octubre | 12:30 |   |
| Alianza Atlético          | 1 - 0 | Comerciantes Unidos        | Melanio Coloma       | 16 de octubre | 15:30 | - |
| Alianza Lima              | 1 - 0 | Sport Huancayo             | Alejandro Villanueva | 16 de octubre | 16:00 |   |
| Universidad de San Martín | 4 - 4 | Universitario de Deportes  | Miguel Grau          | 26 de octubre | 20:00 |   |

#### Segunda vuelta
| Universidad de San Martín | 6 - 0 | Univ. Técnica de Cajamarca | Miguel Grau            | 18 de octubre   | 13:15 |   |
| Alianza Atlético          | 1 - 3 | Universitario de Deportes  | Sesquicentenario       | 19 de octubre   | 15:30 |   |
| Comerciantes Unidos       | 5 - 1 | Sport Huancayo             | Juan Maldonado Gamarra | 20 de octubre   | 15:30 | - |
| Alianza Lima              | 0 - 1 | Ayacucho F. C.             | Alejandro Villanueva   | 13 de noviembre | 16:00 |   |

| Ayacucho F. C.             | 2 - 2 | Universidad de San Martín | Ciudad de Cumaná      | 22 de octubre | 12:30 |   |
| Univ. Técnica de Cajamarca | 0 - 2 | Alianza Lima              | Héroes de San Ramón   | 22 de octubre | 15:00 |   |
| Universitario de Deportes  | 2 - 0 | Comerciantes Unidos       | Segundo Aranda Torres | 23 de octubre | 11:00 |   |
| Sport Huancayo             | 3 - 1 | Alianza Atlético          | Huancayo              | 23 de octubre | 11:00 | - |

| Comerciantes Unidos | 1 - 0 | Univ. Técnica de Cajamarca | Juan Maldonado Gamarra | 28 de octubre | 15:30 |  |
| Alianza Atlético    | 1 - 1 | Ayacucho F. C.             | Melanio Coloma         | 29 de octubre | 12:30 |  |
| Sport Huancayo      | 4 - 0 | Universitario de Deportes  | Huancayo               | 30 de octubre | 11:15 |  |
| Alianza Lima        | 1 - 2 | Universidad de San Martín  | Alejandro Villanueva   | 30 de octubre | 16:00 |  |

| Ayacucho F. C.             | 2 - 0 | Comerciantes Unidos | Ciudad de Cumaná                                                        | 1 de noviembre                                                          | 15:30                                                                   |                                                                         |
| Universidad de San Martín  | 3 - 1 | Alianza Atlético    | Miguel Grau                                                             | 2 de noviembre                                                          | 13:15                                                                   |                                                                         |
| Univ. Técnica de Cajamarca | 3 - 0 | Sport Huancayo      | Héroes de San Ramón                                                     | 2 de noviembre                                                          | 15:30                                                                   |                                                                         |
| Universitario de Deportes  | 0 - 3 | Alianza Lima        | Resultado otorgado a Alianza Lima por la Comisión de Justicia de la FPF | Resultado otorgado a Alianza Lima por la Comisión de Justicia de la FPF | Resultado otorgado a Alianza Lima por la Comisión de Justicia de la FPF | Resultado otorgado a Alianza Lima por la Comisión de Justicia de la FPF |

| Sport Huancayo            | 0 - 0 | Ayacucho F. C.             | Huancayo               | 18 de noviembre | 13:15 |  |
| Alianza Atlético          | 4 - 0 | Alianza Lima               | Melanio Coloma         | 20 de noviembre | 13:30 |  |
| Universitario de Deportes | 1 - 1 | Univ. Técnica de Cajamarca | Monumental             | 20 de noviembre | 16:00 |  |
| Comerciantes Unidos       | 5 - 1 | Universidad de San Martín  | Juan Maldonado Gamarra | 21 de noviembre | 15:30 |  |

| Ayacucho F. C.            | 1 - 1 | Universitario de Deportes  | Ciudad de Cumaná     | 23 de noviembre | 15:30 |   |
| Universidad de San Martín | 1 - 0 | Sport Huancayo             | Miguel Grau          | 24 de noviembre | 13:15 |   |
| Alianza Atlético          | 4 - 2 | Univ. Técnica de Cajamarca | Melanio Coloma       | 24 de noviembre | 15:30 | - |
| Alianza Lima              | 4 - 0 | Comerciantes Unidos        | Alejandro Villanueva | 24 de noviembre | 20:00 |   |

| Comerciantes Unidos        | 7 - 2 | Alianza Atlético          | Juan Maldonado Gamarra | 27 de noviembre | 15:00 | - |
| Sport Huancayo             | 1 - 1 | Alianza Lima              | Huancayo               | 27 de noviembre | 15:00 | - |
| Universitario de Deportes  | 0 - 1 | Universidad de San Martín | Monumental             | 27 de noviembre | 15:00 |   |
| Univ. Técnica de Cajamarca | 1 - 1 | Ayacucho F. C.            | Héroes de San Ramón    | 27 de noviembre | 15:00 | - |

## Tabla final
| Pos.                                  | Pos. | Equipo                     | Equipo                | PJ | PG | PE | PP | GF | GC | Dif. | Pts. |
| ------------------------------------- | ---- | -------------------------- | --------------------- | -- | -- | -- | -- | -- | -- | ---- | ---- |
|                                       | 1º   | Sporting Cristal (C) (1)   | Se mantuvo            | 44 | 21 | 12 | 11 | 70 | 48 | +22  | 77   |
|                                       | 2º   | FBC Melgar                 | Se mantuvo            | 44 | 21 | 11 | 12 | 68 | 48 | +20  | 74   |
|                                       | 3º   | Universitario (2)(3)       | Se mantuvo            | 44 | 20 | 11 | 13 | 73 | 61 | +12  | 72   |
|                                       | 4º   | Deportivo Municipal        | Se mantuvo            | 44 | 19 | 12 | 13 | 54 | 52 | +2   | 69   |
| Clasifica a la Copa Sudamericana 2017 | 5º   | Alianza Lima               | Se mantuvo            | 44 | 19 | 9  | 16 | 56 | 44 | +12  | 66   |
| Clasifica a la Copa Sudamericana 2017 | 6º   | Comerciantes Unidos        | Ascendió de posición  | 44 | 17 | 12 | 15 | 64 | 53 | +11  | 63   |
| Clasifica a la Copa Sudamericana 2017 | 7º   | Sport Huancayo             | Descendió de posición | 44 | 16 | 14 | 14 | 52 | 44 | +8   | 62   |
| Clasifica a la Copa Sudamericana 2017 | 8º   | Juan Aurich                | Se mantuvo            | 44 | 14 | 17 | 13 | 58 | 57 | +1   | 59   |
|                                       | 9º   | Real Garcilaso             | Ascendió de posición  | 44 | 16 | 9  | 19 | 55 | 62 | -7   | 57   |
|                                       | 10º  | Unión Comercio             | Descendió de posición | 44 | 14 | 14 | 16 | 51 | 55 | -4   | 56   |
|                                       | 11º  | U. San Martín              | Ascendió de posición  | 44 | 15 | 10 | 19 | 61 | 72 | -11  | 55   |
|                                       | 12º  | Alianza Atlético           | Descendió de posición | 44 | 16 | 7  | 21 | 63 | 76 | -13  | 55   |
|                                       | 13º  | UTC                        | Descendió de posición | 44 | 12 | 18 | 14 | 57 | 61 | -4   | 54   |
|                                       | 14º  | Ayacucho FC                | Se mantuvo            | 44 | 12 | 16 | 16 | 47 | 59 | -12  | 52   |
|                                       | 15º  | U. César Vallejo (D)       | Se mantuvo            | 44 | 11 | 13 | 20 | 52 | 71 | -19  | 46   |
|                                       | 16º  | Defensor La Bocana (D) (4) | Se mantuvo            | 44 | 9  | 15 | 20 | 65 | 83 | -18  | 32   |

- PJ = Partidos Jugados; PG = Partidos Ganados; PE = Partidos Empatados; PP = Partidos Perdidos; GF = Goles a Favor; GC = Goles en Contra; Dif = Diferencia de goles; Pts = Puntos.

- Criterios de clasificación:[7] 1) Puntos; 2) Diferencia de goles; 3) Goles a favor; 4) Sorteo.

|  | Clasificados a los Play-offs y a la Copa Libertadores 2017. |
|  | Clasificado a la Copa Sudamericana 2017.                    |
|  | Zona de descenso a la Segunda División 2017.                |

| (C) Campeón    |
| (D) Descendido |

### Evolución de la clasificación
| Equipo / Jornada    | 31 | 32 | 33 | 34 | 35 | 36 | 37 | 38 | 39 | 40 | 41 | 42 | 43 | 44 |
| Equipo / Jornada    |    |    |    |    |    |    |    |    |    |    |    |    |    |    |
| ------------------- | -- | -- | -- | -- | -- | -- | -- | -- | -- | -- | -- | -- | -- | -- |
| Sporting Cristal    | 1  | 1  | 1  | 1  | 1  | 1  | 1  | 2  | 2  | 2  | 2  | 2  | 1  | 1  |
| FBC Melgar          | 3  | 3  | 3  | 3  | 3  | 3  | 3  | 3  | 3  | 3  | 1  | 1  | 2  | 2  |
| Universitario       | 2  | 2  | 2  | 2  | 2  | 2  | 2  | 1  | 1  | 1  | 3  | 3  | 3  | 3  |
| Deportivo Municipal | 4  | 5  | 5  | 4  | 4  | 4  | 4  | 4  | 4  | 4  | 4  | 4  | 4  | 4  |
| Alianza Lima        | 6  | 4  | 4  | 5  | 6  | 7  | 6  | 7  | 6  | 7  | 5  | 7  | 5  | 5  |
| Comerciantes Unidos | 9  | 9  | 9  | 7  | 7  | 6  | 7  | 5  | 7  | 6  | 7  | 6  | 7  | 6  |
| Sport Huancayo      | 5  | 6  | 6  | 6  | 5  | 5  | 5  | 6  | 5  | 5  | 6  | 5  | 6  | 7  |
| Juan Aurich         | 8  | 7  | 7  | 8  | 8  | 9  | 9  | 9  | 9  | 9  | 8  | 8  | 8  | 8  |
| Real Garcilaso      | 12 | 12 | 12 | 12 | 12 | 12 | 12 | 12 | 12 | 11 | 11 | 11 | 11 | 9  |
| Unión Comercio      | 10 | 11 | 8  | 9  | 9  | 10 | 10 | 8  | 8  | 8  | 9  | 9  | 9  | 10 |
| U. San Martín       | 14 | 14 | 14 | 14 | 13 | 14 | 15 | 13 | 13 | 13 | 12 | 14 | 13 | 11 |
| Alianza Atlético    | 11 | 8  | 11 | 11 | 11 | 11 | 11 | 11 | 11 | 12 | 14 | 12 | 10 | 12 |
| UTC                 | 7  | 10 | 10 | 10 | 10 | 8  | 8  | 10 | 10 | 10 | 10 | 10 | 12 | 13 |
| Ayacucho FC         | 13 | 13 | 13 | 13 | 14 | 13 | 13 | 14 | 14 | 14 | 13 | 13 | 14 | 14 |
| U. César Vallejo    | 16 | 15 | 16 | 16 | 15 | 15 | 14 | 15 | 15 | 15 | 15 | 15 | 15 | 15 |
| Defensor La Bocana  | 15 | 16 | 15 | 15 | 16 | 16 | 16 | 16 | 16 | 16 | 16 | 16 | 16 | 16 |

## Play-offs

### Equipos Clasificados
| Equipo              | Vía de clasificación            |
| ------------------- | ------------------------------- |
| Sporting Cristal    | 1º Puesto de la Tabla Acumulada |
| FBC Melgar          | 2º Puesto de la Tabla Acumulada |
| Universitario       | 3º Puesto de la Tabla Acumulada |
| Deportivo Municipal | 4º Puesto de la Tabla Acumulada |

|  | Semifinales                      | Semifinales                      | Semifinales                      |   |                       | Final                   | Final                   | Final                   |  |
|  | 30 de noviembre y 4 de diciembre | 30 de noviembre y 4 de diciembre | 30 de noviembre y 4 de diciembre |   |                       | 10-11 y 18 de diciembre | 10-11 y 18 de diciembre | 10-11 y 18 de diciembre |  |
|  |                                  |                                  |                                  |   |                       |                         |                         |                         |  |
|  |                                  |                                  |                                  |   |                       |                         |                         |                         |  |
|  | Sporting Cristal (p.)            | 0                                | 1 (3)                            |   |                       |                         |                         |                         |  |
|  | Sporting Cristal (p.)            | 0                                | 1 (3)                            |   |                       |                         |                         |                         |  |
|  | Deportivo Municipal              | 1                                | 0 (2)                            |   |                       |                         |                         |                         |  |
|  | Deportivo Municipal              | 1                                | 0 (2)                            |   | Sporting Cristal (v.) | 1                       | 0                       |                         |  |
|  |                                  |                                  |                                  |   | Sporting Cristal (v.) | 1                       | 0                       |                         |  |
|  |                                  |                                  | FBC Melgar                       | 1 | 0                     |                         |                         |                         |  |
|  | FBC Melgar                       | 2                                | FBC Melgar                       | 1 | 0                     | 2                       |                         |                         |  |
|  | FBC Melgar                       | 2                                |                                  |   |                       | 2                       |                         |                         |  |
|  | Universitario                    | 1                                | 2                                |   |                       | Tercer lugar            | Tercer lugar            |                         |  |
|  | Universitario                    | 1                                | 2                                |   |                       | Tercer lugar            | Tercer lugar            |                         |  |
|  |                                  |                                  |                                  |   |                       |                         |                         |                         |  |
|  |                                  |                                  |                                  |   |                       | Deportivo Municipal     | 2                       |                         |  |
|  |                                  |                                  |                                  |   |                       | Deportivo Municipal     | 2                       |                         |  |
|  |                                  |                                  |                                  |   |                       | Universitario           | 3                       |                         |  |
|  |                                  |                                  |                                  |   |                       | Universitario           | 3                       |                         |  |
|  |                                  |                                  |                                  |   |                       |                         |                         |                         |  |

### Semifinales
| 30 de noviembre de 2016, 15:30 | Deportivo Municipal | 1:0 (0:0) | Sporting Cristal | Estadio Iván Elías Moreno, Lima                            |                                                            |
|                                | Sawa 90'            | Reporte   |                  | Asistencia: 5.806 espectadores Árbitro(s): Víctor Carrillo | Asistencia: 5.806 espectadores Árbitro(s): Víctor Carrillo |

| 4 de diciembre de 2016, 16:00 | Sporting Cristal                            | 1:0 (1:0) (3:2 p.)         | Deportivo Municipal                              | Estadio Nacional, Lima                                        |                                                               |
|                               | Lobatón 3'                                  | Reporte                    |                                                  | Asistencia: 19.604 espectadores Árbitro(s): Miguel Santivañez | Asistencia: 19.604 espectadores Árbitro(s): Miguel Santivañez |
|                               |                                             | Tiros desde el punto penal |                                                  |                                                               |                                                               |
|                               | Cazulo · Silva · Ramúa · Calcaterra · Rojas |                            | Simón · García · Vásquez · Gonzales-Vigil · Zela |                                                               |                                                               |

| 30 de noviembre de 2016, 20:00 | Universitario | 1:2 (1:0) | FBC Melgar                 | Estadio Nacional, Lima                                     |                                                            |
|                                | Galliquio 9'  | Reporte   | Fernández 59' · Cuesta 86' | Asistencia: 27.438 espectadores Árbitro(s): Henry Gambetta | Asistencia: 27.438 espectadores Árbitro(s): Henry Gambetta |

| 4 de diciembre de 2016, 13:00 | FBC Melgar                       | 2:2 (0:2) | Universitario                | Estadio Monumental UNSA, Arequipa                      |                                                        |
|                               | Fernández 67' · Alexis Arias 77' | Reporte   | Manicero 14' · Andy Polo 33' | Asistencia: 28.917 espectadores Árbitro(s): Diego Haro | Asistencia: 28.917 espectadores Árbitro(s): Diego Haro |

### Definición 3.º puesto
Los perdedores de las semifinales disputarán a un solo partido la definición del 3º puesto, el ganador será «Perú 3» y el perdedor será «Perú 4»  en la Copa Libertadores 2017.
| 10 de diciembre de 2016, 15:00 | Universitario                        | 3:2 (1:0) | Deportivo Municipal       | Estadio Mansiche, Trujillo                            |                                                       |
|                                | Rengifo 33' 90+2' · Gómez 54' (pen.) | Reporte   | Ísmodes 64' · Velasco 77' | Asistencia: 9.177 espectadores Árbitro(s): Luis Garay | Asistencia: 9.177 espectadores Árbitro(s): Luis Garay |

| Universitario Clasificado a Copa Libertadores 2017 (Fase 2) (Perú 3) | Deportivo Municipal Clasificado a Copa Libertadores 2017 (Fase 1) (Perú 4) |

### Final
Los ganadores de las semifinales disputarán las finales por el campeonato, el ganador será «Perú 1» en la Copa Libertadores 2017 y el perdedor será «Perú 2».
| 11 de diciembre de 2016, 15:30 | FBC Melgar | 1:1 (0:0) | Sporting Cristal | Estadio Monumental UNSA, Arequipa                           |                                                             |
|                                | Cuesta 56' | Reporte   | Ifrán 64' (pen.) | Asistencia: 30.176 espectadores Árbitro(s): Víctor Carrillo | Asistencia: 30.176 espectadores Árbitro(s): Víctor Carrillo |

| 18 de diciembre de 2016, 15:30 | Sporting Cristal (v.) | 0:0     | FBC Melgar | Estadio Nacional, Lima                                     |                                                            |
|                                |                       | Reporte |            | Asistencia: 32.002 espectadores Árbitro(s): Henry Gambetta | Asistencia: 32.002 espectadores Árbitro(s): Henry Gambetta |

| Sporting Cristal Clasificado a Copa Libertadores 2017 (Perú 1) | FBC Melgar Clasificado a Copa Libertadores 2017 (Perú 2) |

|                                               |
|                                               |
| Campeón Nacional Sporting Cristal 18.º título |

## Goleadores
Simbología:

: Goles anotados.

| Pos.                                          | Jugador             | Equipo              | Goles anotados | PJ | Media |
| --------------------------------------------- | ------------------- | ------------------- | -------------- | -- | ----- |
| 1º.                                           | Robinson Aponzá     | Alianza Atlético    | 30             | 38 | 0.8   |
| 2º.                                           | Luis Tejada         | Juan Aurich         | 25             | 37 | 0.7   |
| 3º.                                           | Bernardo Cuesta     | FBC Melgar          | 21             | 44 | 0.5   |
| 4º.                                           | Christian Ortiz     | U. San Martín       | 20             | 40 | 0.5   |
| 5º.                                           | Diego Mayora        | Unión Comercio      | 19             | 31 | 0.6   |
| 6º.                                           | Antonio Meza-Cuadra | Sport Huancayo      | 17             | 33 | 0.5   |
| 7º.                                           | Enzo Borges         | Defensor La Bocana  | 17             | 39 | 0.4   |
| 8º.                                           | Lionard Pajoy       | Alianza Lima        | 17             | 41 | 0.4   |
| 9º.                                           | Hernán Rengifo      | Universitario       | 15             | 32 | 0.5   |
| 10º.                                          | Maximiliano Velasco | Deportivo Municipal | 14             | 40 | 0.4   |
| Última actualización: 11 de diciembre de 2016 |                     |                     |                |    |       |

Fuente: ADFP

### Tripletes o más
A continuación se detallan los tripletes conseguidos durante la temporada ordenados cronológicamente.
| Fecha      | Jugador             | Goles           | Local                      | Resultado | Visitante                  | Rep. |
| ---------- | ------------------- | --------------- | -------------------------- | --------- | -------------------------- | ---- |
| 07/02/2016 | Diego Guastavino    | 23' · 73' · 86' | Ayacucho F. C.             | 2:5       | Universitario de Deportes  | Rep. |
| 10/02/2016 | Robinson Aponzá     | 53' · 59' · 83' | Alianza Atlético           | 4:1       | Unión Comercio             | Rep. |
| 07/05/2016 | Antonio Meza-Cuadra | 4' · 13' · 90'  | Sport Huancayo             | 3:0       | Universidad de San Martín  | Rep. |
| 08/05/2016 | Raúl Ruidíaz        | 4' · 13' · 90'  | Universitario de Deportes  | 3:1       | Univ. Técnica de Cajamarca | Rep. |
| 23/05/2016 | Robinson Aponzá     | 53' · 59' · 83' | Alianza Atlético           | 3:1       | Universidad César Vallejo  | Rep. |
| 19/07/2016 | Víctor Guazá        | 25' · 37' · 72' | Univ. Técnica de Cajamarca | 3:1       | Universidad de San Martín  | Rep. |
| 25/08/2016 | Luis Tejada         | 49' · 75' · 84' | Deportivo Municipal        | 1:4       | Juan Aurich                | Rep. |
| 03/11/2016 | Wilmer Aguirre      | 65' · 82' · 90' | Sporting Cristal           | 2:5       | Defensor La Bocana         | Rep. |
| 24/11/2016 | Robinson Aponzá     | 71' · 75' · 82' | Alianza Atlético           | 4:2       | Univ. Técnica de Cajamarca | Rep. |

## Premiación
| Jugador                                   | Equipo                                                       | Categoría                |
| ----------------------------------------- | ------------------------------------------------------------ | ------------------------ |
| Carlos Cáceda Erick Delgado Joel Pinto    | Universitario de Deportes Deportivo Municipal Sport Huancayo | Mejor Portero            |
| Pedro Aquino Nilson Loyola Sergio Peña    | Sporting Cristal FBC Melgar San Martín                       | Mejor Jugador Sub-23     |
| Miguel Trauco Aldo Corzo Bernardo Cuesta  | Universitario de Deportes Deportivo Municipal FBC Melgar     | Mejor Jugador del Torneo |
| Robinson Aponzá                           | Alianza Atlético                                             | Máximo Goleador          |
| Juan Reynoso Roberto Chale Marcelo Grioni | FBC Melgar Universitario de Deportes Deportivo Municipal     | Mejor Entrenador         |
|                                           | Sport Huancayo                                               | Premio Fair Play         |

## Estadísticas

### Récords
- Primer gol de la temporada: Anotado por Omar Fernández, de Melgar a los 7 minutos en el UTC 1 - 3 Melgar (5 de febrero) (Apertura-Fecha 1)
- Último gol de la temporada : Anotado por Diego Ifrán, de Sporting Cristal a los 64 minutos en el Melgar 1 - 1 Sporting Cristal (11 de diciembre) (Play-Offs-Final-Ida)
- Gol más rápido: Anotado por Anderson Santamaría, de Foot Ball Club Melgar a los 52 segundos en el Universitario 1 - 3 Melgar (5 de mayo) (Apertura-Fecha 5 [Aplazado])

### Asistencia y recaudación  de local
| #   | Equipo              | PJ | Pagantes | Invitados | Total   | Recaudación (S/.) |
| --- | ------------------- | -- | -------- | --------- | ------- | ----------------- |
| 01° | Universitario       | 22 | 248,656  | 28,786    | 277,442 | 6,028,166.78      |
| 02° | FBC Melgar          | 22 | 209,151  | 25,717    | 234,868 | 4,211,467.10      |
| 03° | Sporting Cristal    | 22 | 123,791  | 13,045    | 136,836 | 3,562,707.05      |
| 04º | Alianza Lima        | 22 | 179,226  | 31,910    | 211,136 | 3,347,061.65      |
| 05° | Deportivo Municipal | 22 | 63,166   | 17,574    | 105,151 | 1,347,018.65      |
| 06° | Sport Huancayo      | 22 | 42,385   | 11,245    | 53,630  | 1,085,880.06      |
| 07° | Defensor La Bocana  | 22 | 41,531   | 4,289     | 45,820  | 1,042,567.81      |
| 08° | Comerciantes Unidos | 22 | 41,448   | 9,263     | 50,711  | 984,478.71        |
| 09° | UTC                 | 22 | 68,427   | 9,871     | 78,298  | 898,340.16        |
| 10° | Ayacucho F. C.      | 22 | 53,885   | 6,522     | 60,407  | 621,908.92        |
| 11° | U. César Vallejo    | 22 | 31,460   | 17,340    | 48,800  | 576,826.53        |
| 12° | Alianza Atlético    | 22 | 14,860   | 2,312     | 17,172  | 522,250.79        |
| 13° | Juan Aurich         | 22 | 26,864   | 22,727    | 49,591  | 449,926.00        |
| 14° | U. San Martín       | 22 | 15,483   | 6,771     | 22,254  | 276,362.96        |
| 15° | Real Garcilaso      | 22 | 22,040   | 8,160     | 30,200  | 268,424.41        |
| 16° | Unión Comercio      | 22 | 7,290    | 5,968     | 13,258  | 228,253.95        |

Fuente: 

### Espectadores de local y visita
| #   | Equipo                    | De Local | De Visita | Total   |
| --- | ------------------------- | -------- | --------- | ------- |
| 1º  | Universitario de Deportes | 277,443  | 221,235   | 498,678 |
| 2º  | Alianza Lima              | 211,136  | 127,876   | 339,012 |
| 3º  | FBC Melgar                | 181,001  | 70,557    | 271,558 |
| 4º  | Sporting Cristal          | 99,836   | 169,583   | 268,419 |
| 5º  | Deportivo Municipal       | 120,740  | 100,919   | 221,659 |
| 6º  | Universidad César Vallejo | 108,800  | 79,020    | 187,820 |
| 7º  | Alianza Atlético          | 77,172   | 84,019    | 161,191 |
| 8º  | Defensor La Bocana        | 85,820   | 62,008    | 147,828 |
| 9º  | Juan Aurich               | 49,591   | 74,158    | 123,749 |
| 10º | UTC                       | 78,298   | 46,502    | 124,800 |
| 11º | Comerciantes Unidos       | 50,711   | 63,131    | 113,842 |
| 12º | Ayacucho F. C.            | 60,407   | 50,490    | 110,897 |
| 13º | Sport Huancayo            | 53,630   | 52,205    | 105,835 |
| 14º | Real Garcilaso            | 30,200   | 51,457    | 81,657  |
| 15º | Universidad San Martín    | 22,254   | 57,654    | 79,908  |
| 16º | Unión Comercio            | 13,258   | 57,419    | 70,677  |

### 11 ideal
Este es el 11 ideal escogido por la ADFP
| \| N.º \| Pos. \| Nac. \| Jugador \| Equipo \| \| ------------ \| ---- \| ---- \| ---------------- \| ------------------------- \| \| 12 \| POR \| \| Carlos Cáceda \| Universitario de Deportes \| \| 29 \| LTD \| \| Aldo Corzo \| Deportivo Municipal \| \| 4 \| DCT \| \| Adrián Zela \| Deportivo Municipal \| \| 2 \| DCT \| \| Anier Figueroa \| Sport Huancayo \| \| 14 \| LTI \| \| Miguel Trauco \| Universitario de Deportes \| \| 20 \| MED \| \| Pablo Lavandeira \| Deportivo Municipal \| \| 5 \| MED \| \| Pedro Aquino \| Sporting Cristal \| \| 5 \| MED \| \| Armando Alfageme \| Deportivo Municipal \| \| 10 \| MED \| \| Edison Flores \| Universitario de Deportes \| \| 9 \| DEL \| \| Bernardo Cuesta \| F. B. C. Melgar \| \| 17 \| DEL \| \| Robinson Aponzá \| Alianza Atlético \| \| DT \| DT \| \| Juan Reynoso \| F. B. C. Melgar \| \| Fuente: ADFP \| \| \| \| \| | Cáceda Corzo Zela Figueroa Trauco Lavandeira Aquino Alfageme Flores Cuesta Aponzá |                      |                  |                           |
| N.º | Pos.                                                                              | Nac.                 | Jugador          | Equipo                    |
| 12 | POR                                                                               | Bandera de Perú      | Carlos Cáceda    | Universitario de Deportes |
| 29 | LTD                                                                               | Bandera de Perú      | Aldo Corzo       | Deportivo Municipal       |
| 4 | DCT                                                                               | Bandera de Perú      | Adrián Zela      | Deportivo Municipal       |
| 2 | DCT                                                                               | Bandera de Colombia  | Anier Figueroa   | Sport Huancayo            |
| 14 | LTI                                                                               | Bandera de Perú      | Miguel Trauco    | Universitario de Deportes |
| 20 | MED                                                                               | Bandera de Uruguay   | Pablo Lavandeira | Deportivo Municipal       |
| 5 | MED                                                                               | Bandera de Perú      | Pedro Aquino     | Sporting Cristal          |
| 5 | MED                                                                               | Bandera de Perú      | Armando Alfageme | Deportivo Municipal       |
| 10 | MED                                                                               | Bandera de Perú      | Edison Flores    | Universitario de Deportes |
| 9 | DEL                                                                               | Bandera de Argentina | Bernardo Cuesta  | F. B. C. Melgar           |
| 17 | DEL                                                                               | Bandera de Colombia  | Robinson Aponzá  | Alianza Atlético          |
| DT | DT                                                                                | Bandera de Perú      | Juan Reynoso     | F. B. C. Melgar           |
| Fuente: ADFP |                                                                                   |                      |                  |                           |